# Llista d'asteroides (223001-224000)
Llista d'asteroides del 223.001 al 224.000, amb data de descoberta i descobridor. És un fragment de la llista d'asteroides completa. Als asteroides se'ls dona un número quan es confirma la seva òrbita, per tant apareixen llistats aproximadament segons la data de descobriment.

## 223001–223100
| Nom      | Designació provisional | Data de descobriment   | Lloc de descobriment | Descobridor/s |
| -------- | ---------------------- | ---------------------- | -------------------- | ------------- |
| 223001 - | 2002 RQ177             | 13 de setembre de 2002 | Palomar              | NEAT          |
| 223002 - | 2002 RS178             | 14 de setembre de 2002 | Kitt Peak            | Spacewatch    |
| 223003 - | 2002 RS184             | 12 de setembre de 2002 | Palomar              | NEAT          |
| 223004 - | 2002 RU188             | 13 de setembre de 2002 | Palomar              | NEAT          |
| 223005 - | 2002 RX188             | 13 de setembre de 2002 | Palomar              | NEAT          |
| 223006 - | 2002 RA196             | 12 de setembre de 2002 | Palomar              | NEAT          |
| 223007 - | 2002 RR202             | 13 de setembre de 2002 | Palomar              | NEAT          |
| 223008 - | 2002 RN210             | 15 de setembre de 2002 | Kitt Peak            | Spacewatch    |
| 223009 - | 2002 RH211             | 14 de setembre de 2002 | Haleakala            | NEAT          |
| 223010 - | 2002 RA224             | 13 de setembre de 2002 | Anderson Mesa        | LONEOS        |
| 223011 - | 2002 RW234             | 14 de setembre de 2002 | Palomar              | R. Matson     |
| 223012 - | 2002 RS239             | 14 de setembre de 2002 | Palomar              | R. Matson     |
| 223013 - | 2002 RH241             | 14 de setembre de 2002 | Palomar              | R. Matson     |
| 223014 - | 2002 SA3               | 27 de setembre de 2002 | Palomar              | NEAT          |
| 223015 - | 2002 SK3               | 26 de setembre de 2002 | Palomar              | NEAT          |
| 223016 - | 2002 SJ6               | 27 de setembre de 2002 | Palomar              | NEAT          |
| 223017 - | 2002 SW7               | 27 de setembre de 2002 | Palomar              | NEAT          |
| 223018 - | 2002 SB12              | 27 de setembre de 2002 | Palomar              | NEAT          |
| 223019 - | 2002 SC22              | 26 de setembre de 2002 | Palomar              | NEAT          |
| 223020 - | 2002 SD24              | 27 de setembre de 2002 | Anderson Mesa        | LONEOS        |
| 223021 - | 2002 SL24              | 28 de setembre de 2002 | Palomar              | NEAT          |
| 223022 - | 2002 SQ30              | 28 de setembre de 2002 | Haleakala            | NEAT          |
| 223023 - | 2002 SM35              | 29 de setembre de 2002 | Haleakala            | NEAT          |
| 223024 - | 2002 SV41              | 28 de setembre de 2002 | Haleakala            | NEAT          |
| 223025 - | 2002 SS42              | 28 de setembre de 2002 | Haleakala            | NEAT          |
| 223026 - | 2002 SB45              | 29 de setembre de 2002 | Haleakala            | NEAT          |
| 223027 - | 2002 ST51              | 17 de setembre de 2002 | Palomar              | NEAT          |
| 223028 - | 2002 SL52              | 17 de setembre de 2002 | Palomar              | NEAT          |
| 223029 - | 2002 SV71              | 28 de setembre de 2002 | Haleakala            | NEAT          |
| 223030 - | 2002 TD1               | 1 d'octubre de 2002    | Anderson Mesa        | LONEOS        |
| 223031 - | 2002 TF13              | 1 d'octubre de 2002    | Anderson Mesa        | LONEOS        |
| 223032 - | 2002 TT15              | 2 d'octubre de 2002    | Socorro              | LINEAR        |
| 223033 - | 2002 TZ15              | 2 d'octubre de 2002    | Socorro              | LINEAR        |
| 223034 - | 2002 TW19              | 2 d'octubre de 2002    | Socorro              | LINEAR        |
| 223035 - | 2002 TL25              | 2 d'octubre de 2002    | Socorro              | LINEAR        |
| 223036 - | 2002 TU31              | 2 d'octubre de 2002    | Socorro              | LINEAR        |
| 223037 - | 2002 TU33              | 2 d'octubre de 2002    | Socorro              | LINEAR        |
| 223038 - | 2002 TF35              | 2 d'octubre de 2002    | Socorro              | LINEAR        |
| 223039 - | 2002 TG50              | 2 d'octubre de 2002    | Socorro              | LINEAR        |
| 223040 - | 2002 TJ50              | 2 d'octubre de 2002    | Socorro              | LINEAR        |
| 223041 - | 2002 TR50              | 2 d'octubre de 2002    | Socorro              | LINEAR        |
| 223042 - | 2002 TN56              | 2 d'octubre de 2002    | Campo Imperatore     | CINEOS        |
| 223043 - | 2002 TM71              | 3 d'octubre de 2002    | Palomar              | NEAT          |
| 223044 - | 2002 TP71              | 3 d'octubre de 2002    | Palomar              | NEAT          |
| 223045 - | 2002 TV74              | 1 d'octubre de 2002    | Anderson Mesa        | LONEOS        |
| 223046 - | 2002 TV76              | 1 d'octubre de 2002    | Anderson Mesa        | LONEOS        |
| 223047 - | 2002 TQ80              | 1 d'octubre de 2002    | Anderson Mesa        | LONEOS        |
| 223048 - | 2002 TX81              | 1 d'octubre de 2002    | Haleakala            | NEAT          |
| 223049 - | 2002 TC85              | 2 d'octubre de 2002    | Haleakala            | NEAT          |
| 223050 - | 2002 TS91              | 3 d'octubre de 2002    | Palomar              | NEAT          |
| 223051 - | 2002 TS95              | 3 d'octubre de 2002    | Palomar              | NEAT          |
| 223052 - | 2002 TR105             | 4 d'octubre de 2002    | Palomar              | NEAT          |
| 223053 - | 2002 TA132             | 4 d'octubre de 2002    | Socorro              | LINEAR        |
| 223054 - | 2002 TR134             | 4 d'octubre de 2002    | Palomar              | NEAT          |
| 223055 - | 2002 TZ150             | 5 d'octubre de 2002    | Palomar              | NEAT          |
| 223056 - | 2002 TS182             | 4 d'octubre de 2002    | Palomar              | NEAT          |
| 223057 - | 2002 TD183             | 4 d'octubre de 2002    | Socorro              | LINEAR        |
| 223058 - | 2002 TA190             | 5 d'octubre de 2002    | Socorro              | LINEAR        |
| 223059 - | 2002 TR198             | 5 d'octubre de 2002    | Socorro              | LINEAR        |
| 223060 - | 2002 TN200             | 4 d'octubre de 2002    | Socorro              | LINEAR        |
| 223061 - | 2002 TX205             | 4 d'octubre de 2002    | Socorro              | LINEAR        |
| 223062 - | 2002 TS207             | 4 d'octubre de 2002    | Socorro              | LINEAR        |
| 223063 - | 2002 TX207             | 4 d'octubre de 2002    | Socorro              | LINEAR        |
| 223064 - | 2002 TW224             | 8 d'octubre de 2002    | Anderson Mesa        | LONEOS        |
| 223065 - | 2002 TY228             | 7 d'octubre de 2002    | Haleakala            | NEAT          |
| 223066 - | 2002 TJ231             | 8 d'octubre de 2002    | Palomar              | NEAT          |
| 223067 - | 2002 TB239             | 8 d'octubre de 2002    | Anderson Mesa        | LONEOS        |
| 223068 - | 2002 TO239             | 9 d'octubre de 2002    | Socorro              | LINEAR        |
| 223069 - | 2002 TJ240             | 9 d'octubre de 2002    | Socorro              | LINEAR        |
| 223070 - | 2002 TV243             | 9 d'octubre de 2002    | Palomar              | NEAT          |
| 223071 - | 2002 TX243             | 9 d'octubre de 2002    | Socorro              | LINEAR        |
| 223072 - | 2002 TQ250             | 7 d'octubre de 2002    | Anderson Mesa        | LONEOS        |
| 223073 - | 2002 TM255             | 9 d'octubre de 2002    | Socorro              | LINEAR        |
| 223074 - | 2002 TB256             | 9 d'octubre de 2002    | Socorro              | LINEAR        |
| 223075 - | 2002 TZ258             | 9 d'octubre de 2002    | Socorro              | LINEAR        |
| 223076 - | 2002 TJ259             | 9 d'octubre de 2002    | Socorro              | LINEAR        |
| 223077 - | 2002 TR260             | 9 d'octubre de 2002    | Socorro              | LINEAR        |
| 223078 - | 2002 TK262             | 10 d'octubre de 2002   | Palomar              | NEAT          |
| 223079 - | 2002 TX269             | 9 d'octubre de 2002    | Socorro              | LINEAR        |
| 223080 - | 2002 TT270             | 9 d'octubre de 2002    | Socorro              | LINEAR        |
| 223081 - | 2002 TF278             | 10 d'octubre de 2002   | Socorro              | LINEAR        |
| 223082 - | 2002 TK283             | 10 d'octubre de 2002   | Socorro              | LINEAR        |
| 223083 - | 2002 TS284             | 10 d'octubre de 2002   | Socorro              | LINEAR        |
| 223084 - | 2002 TX284             | 10 d'octubre de 2002   | Socorro              | LINEAR        |
| 223085 - | 2002 TL285             | 10 d'octubre de 2002   | Socorro              | LINEAR        |
| 223086 - | 2002 TY288             | 10 d'octubre de 2002   | Socorro              | LINEAR        |
| 223087 - | 2002 TX289             | 10 d'octubre de 2002   | Socorro              | LINEAR        |
| 223088 - | 2002 TX291             | 10 d'octubre de 2002   | Socorro              | LINEAR        |
| 223089 - | 2002 TX360             | 10 d'octubre de 2002   | Apache Point         | SDSS          |
| 223090 - | 2002 TX372             | 15 d'octubre de 2002   | Palomar              | NEAT          |
| 223091 - | 2002 TY381             | 11 d'octubre de 2002   | Palomar              | NEAT          |
| 223092 - | 2002 UY9               | 28 d'octubre de 2002   | Palomar              | NEAT          |
| 223093 - | 2002 UJ11              | 29 d'octubre de 2002   | Nogales              | Tenagra II    |
| 223094 - | 2002 UH17              | 28 d'octubre de 2002   | Haleakala            | NEAT          |
| 223095 - | 2002 UG19              | 30 d'octubre de 2002   | Haleakala            | NEAT          |
| 223096 - | 2002 UQ21              | 30 d'octubre de 2002   | Palomar              | NEAT          |
| 223097 - | 2002 UV31              | 30 d'octubre de 2002   | Haleakala            | NEAT          |
| 223098 - | 2002 UF33              | 31 d'octubre de 2002   | Anderson Mesa        | LONEOS        |
| 223099 - | 2002 UO35              | 31 d'octubre de 2002   | Palomar              | NEAT          |
| 223100 - | 2002 UU35              | 31 d'octubre de 2002   | Palomar              | NEAT          |

## 223101–223200
| Nom      | Designació provisional | Data de descobriment   | Lloc de descobriment | Descobridor/s                |
| -------- | ---------------------- | ---------------------- | -------------------- | ---------------------------- |
| 223101 - | 2002 UX40              | 31 d'octubre de 2002   | Anderson Mesa        | LONEOS                       |
| 223102 - | 2002 UP44              | 31 d'octubre de 2002   | Anderson Mesa        | LONEOS                       |
| 223103 - | 2002 UT51              | 29 d'octubre de 2002   | Apache Point         | SDSS                         |
| 223104 - | 2002 US66              | 30 d'octubre de 2002   | Apache Point         | SDSS                         |
| 223105 - | 2002 VC5               | 1 de novembre de 2002  | Palomar              | NEAT                         |
| 223106 - | 2002 VC7               | 1 de novembre de 2002  | Palomar              | NEAT                         |
| 223107 - | 2002 VA13              | 4 de novembre de 2002  | Palomar              | NEAT                         |
| 223108 - | 2002 VK13              | 4 de novembre de 2002  | Kitt Peak            | Spacewatch                   |
| 223109 - | 2002 VW15              | 5 de novembre de 2002  | Socorro              | LINEAR                       |
| 223110 - | 2002 VO16              | 5 de novembre de 2002  | Socorro              | LINEAR                       |
| 223111 - | 2002 VX21              | 5 de novembre de 2002  | Kitt Peak            | Spacewatch                   |
| 223112 - | 2002 VP22              | 5 de novembre de 2002  | Kitt Peak            | Spacewatch                   |
| 223113 - | 2002 VL23              | 5 de novembre de 2002  | Socorro              | LINEAR                       |
| 223114 - | 2002 VX29              | 5 de novembre de 2002  | Socorro              | LINEAR                       |
| 223115 - | 2002 VE30              | 5 de novembre de 2002  | Socorro              | LINEAR                       |
| 223116 - | 2002 VJ30              | 5 de novembre de 2002  | Socorro              | LINEAR                       |
| 223117 - | 2002 VS30              | 5 de novembre de 2002  | Socorro              | LINEAR                       |
| 223118 - | 2002 VU31              | 5 de novembre de 2002  | Socorro              | LINEAR                       |
| 223119 - | 2002 VN32              | 5 de novembre de 2002  | Socorro              | LINEAR                       |
| 223120 - | 2002 VZ32              | 5 de novembre de 2002  | Socorro              | LINEAR                       |
| 223121 - | 2002 VN33              | 5 de novembre de 2002  | Socorro              | LINEAR                       |
| 223122 - | 2002 VP33              | 5 de novembre de 2002  | Socorro              | LINEAR                       |
| 223123 - | 2002 VL39              | 5 de novembre de 2002  | Socorro              | LINEAR                       |
| 223124 - | 2002 VX45              | 5 de novembre de 2002  | Palomar              | NEAT                         |
| 223125 - | 2002 VE49              | 5 de novembre de 2002  | Anderson Mesa        | LONEOS                       |
| 223126 - | 2002 VJ57              | 6 de novembre de 2002  | Haleakala            | NEAT                         |
| 223127 - | 2002 VT61              | 5 de novembre de 2002  | Socorro              | LINEAR                       |
| 223128 - | 2002 VC63              | 6 de novembre de 2002  | Anderson Mesa        | LONEOS                       |
| 223129 - | 2002 VD67              | 6 de novembre de 2002  | Haleakala            | NEAT                         |
| 223130 - | 2002 VC73              | 7 de novembre de 2002  | Socorro              | LINEAR                       |
| 223131 - | 2002 VE75              | 7 de novembre de 2002  | Socorro              | LINEAR                       |
| 223132 - | 2002 VR76              | 7 de novembre de 2002  | Socorro              | LINEAR                       |
| 223133 - | 2002 VB82              | 7 de novembre de 2002  | Socorro              | LINEAR                       |
| 223134 - | 2002 VJ86              | 8 de novembre de 2002  | Socorro              | LINEAR                       |
| 223135 - | 2002 VN87              | 8 de novembre de 2002  | Socorro              | LINEAR                       |
| 223136 - | 2002 VM97              | 12 de novembre de 2002 | Socorro              | LINEAR                       |
| 223137 - | 2002 VW102             | 12 de novembre de 2002 | Socorro              | LINEAR                       |
| 223138 - | 2002 VP114             | 13 de novembre de 2002 | Palomar              | NEAT                         |
| 223139 - | 2002 VD120             | 12 de novembre de 2002 | Socorro              | LINEAR                       |
| 223140 - | 2002 VF129             | 6 de novembre de 2002  | Socorro              | LINEAR                       |
| 223141 - | 2002 VL131             | 1 de novembre de 2002  | Palomar              | S. F. Hönig                  |
| 223142 - | 2002 WZ1               | 23 de novembre de 2002 | Palomar              | NEAT                         |
| 223143 - | 2002 WK3               | 24 de novembre de 2002 | Palomar              | NEAT                         |
| 223144 - | 2002 WL8               | 24 de novembre de 2002 | Palomar              | NEAT                         |
| 223145 - | 2002 WX8               | 27 de novembre de 2002 | Anderson Mesa        | LONEOS                       |
| 223146 - | 2002 WG10              | 24 de novembre de 2002 | Palomar              | NEAT                         |
| 223147 - | 2002 WU13              | 28 de novembre de 2002 | Anderson Mesa        | LONEOS                       |
| 223148 - | 2002 WZ22              | 24 de novembre de 2002 | Palomar              | NEAT                         |
| 223149 - | 2002 WG26              | 16 de novembre de 2002 | Palomar              | NEAT                         |
| 223150 - | 2002 XA1               | 1 de desembre de 2002  | Nashville            | R. Clingan                   |
| 223151 - | 2002 XP8               | 2 de desembre de 2002  | Socorro              | LINEAR                       |
| 223152 - | 2002 XE22              | 3 de desembre de 2002  | Palomar              | NEAT                         |
| 223153 - | 2002 XR27              | 5 de desembre de 2002  | Socorro              | LINEAR                       |
| 223154 - | 2002 XS33              | 5 de desembre de 2002  | Socorro              | LINEAR                       |
| 223155 - | 2002 XY34              | 6 de desembre de 2002  | Socorro              | LINEAR                       |
| 223156 - | 2002 XP35              | 7 de desembre de 2002  | Fountain Hills       | C. W. Juels, P. R. Holvorcem |
| 223157 - | 2002 XF42              | 6 de desembre de 2002  | Socorro              | LINEAR                       |
| 223158 - | 2002 XU49              | 10 de desembre de 2002 | Socorro              | LINEAR                       |
| 223159 - | 2002 XX49              | 10 de desembre de 2002 | Socorro              | LINEAR                       |
| 223160 - | 2002 XK50              | 10 de desembre de 2002 | Socorro              | LINEAR                       |
| 223161 - | 2002 XD71              | 10 de desembre de 2002 | Socorro              | LINEAR                       |
| 223162 - | 2002 XV75              | 11 de desembre de 2002 | Socorro              | LINEAR                       |
| 223163 - | 2002 XZ85              | 11 de desembre de 2002 | Socorro              | LINEAR                       |
| 223164 - | 2002 XD86              | 11 de desembre de 2002 | Socorro              | LINEAR                       |
| 223165 - | 2002 XB87              | 11 de desembre de 2002 | Socorro              | LINEAR                       |
| 223166 - | 2002 XE101             | 5 de desembre de 2002  | Socorro              | LINEAR                       |
| 223167 - | 2002 XT102             | 5 de desembre de 2002  | Socorro              | LINEAR                       |
| 223168 - | 2002 XX112             | 6 de desembre de 2002  | Socorro              | LINEAR                       |
| 223169 - | 2002 XQ115             | 14 de desembre de 2002 | Socorro              | LINEAR                       |
| 223170 - | 2002 YP7               | 31 de desembre de 2002 | Socorro              | LINEAR                       |
| 223171 - | 2002 YU10              | 31 de desembre de 2002 | Socorro              | LINEAR                       |
| 223172 - | 2002 YN14              | 31 de desembre de 2002 | Socorro              | LINEAR                       |
| 223173 - | 2002 YG21              | 31 de desembre de 2002 | Socorro              | LINEAR                       |
| 223174 - | 2002 YF22              | 31 de desembre de 2002 | Socorro              | LINEAR                       |
| 223175 - | 2002 YP25              | 31 de desembre de 2002 | Socorro              | LINEAR                       |
| 223176 - | 2002 YC26              | 31 de desembre de 2002 | Socorro              | LINEAR                       |
| 223177 - | 2002 YE27              | 31 de desembre de 2002 | Socorro              | LINEAR                       |
| 223178 - | 2003 AA4               | 3 de gener de 2003     | Socorro              | LINEAR                       |
| 223179 - | 2003 AO5               | 1 de gener de 2003     | Socorro              | LINEAR                       |
| 223180 - | 2003 AQ15              | 4 de gener de 2003     | Nashville            | R. Clingan                   |
| 223181 - | 2003 AO18              | 5 de gener de 2003     | Socorro              | LINEAR                       |
| 223182 - | 2003 AQ29              | 4 de gener de 2003     | Socorro              | LINEAR                       |
| 223183 - | 2003 AE40              | 7 de gener de 2003     | Socorro              | LINEAR                       |
| 223184 - | 2003 AR44              | 5 de gener de 2003     | Socorro              | LINEAR                       |
| 223185 - | 2003 AR49              | 5 de gener de 2003     | Socorro              | LINEAR                       |
| 223186 - | 2003 AZ49              | 5 de gener de 2003     | Socorro              | LINEAR                       |
| 223187 - | 2003 AK50              | 5 de gener de 2003     | Socorro              | LINEAR                       |
| 223188 - | 2003 AP51              | 5 de gener de 2003     | Socorro              | LINEAR                       |
| 223189 - | 2003 AF52              | 5 de gener de 2003     | Socorro              | LINEAR                       |
| 223190 - | 2003 AP53              | 5 de gener de 2003     | Socorro              | LINEAR                       |
| 223191 - | 2003 AV59              | 5 de gener de 2003     | Socorro              | LINEAR                       |
| 223192 - | 2003 AQ63              | 5 de gener de 2003     | Socorro              | LINEAR                       |
| 223193 - | 2003 AX71              | 8 de gener de 2003     | Socorro              | LINEAR                       |
| 223194 - | 2003 BP4               | 24 de gener de 2003    | La Silla             | A. Boattini, H. Scholl       |
| 223195 - | 2003 BW8               | 26 de gener de 2003    | Anderson Mesa        | LONEOS                       |
| 223196 - | 2003 BX19              | 26 de gener de 2003    | Haleakala            | NEAT                         |
| 223197 - | 2003 BD20              | 27 de gener de 2003    | Anderson Mesa        | LONEOS                       |
| 223198 - | 2003 BP20              | 27 de gener de 2003    | Anderson Mesa        | LONEOS                       |
| 223199 - | 2003 BM29              | 27 de gener de 2003    | Socorro              | LINEAR                       |
| 223200 - | 2003 BF30              | 27 de gener de 2003    | Socorro              | LINEAR                       |

## 223201–223300
| Nom      | Designació provisional | Data de descobriment | Lloc de descobriment | Descobridor/s               |
| -------- | ---------------------- | -------------------- | -------------------- | --------------------------- |
| 223201 - | 2003 BL30              | 27 de gener de 2003  | Socorro              | LINEAR                      |
| 223202 - | 2003 BQ31              | 27 de gener de 2003  | Socorro              | LINEAR                      |
| 223203 - | 2003 BH35              | 27 de gener de 2003  | Socorro              | LINEAR                      |
| 223204 - | 2003 BX38              | 27 de gener de 2003  | Socorro              | LINEAR                      |
| 223205 - | 2003 BK39              | 27 de gener de 2003  | Socorro              | LINEAR                      |
| 223206 - | 2003 BS44              | 27 de gener de 2003  | Socorro              | LINEAR                      |
| 223207 - | 2003 BY47              | 30 de gener de 2003  | Anderson Mesa        | LONEOS                      |
| 223208 - | 2003 BQ48              | 26 de gener de 2003  | Anderson Mesa        | LONEOS                      |
| 223209 - | 2003 BL49              | 27 de gener de 2003  | Anderson Mesa        | LONEOS                      |
| 223210 - | 2003 BW51              | 27 de gener de 2003  | Socorro              | LINEAR                      |
| 223211 - | 2003 BE57              | 27 de gener de 2003  | Socorro              | LINEAR                      |
| 223212 - | 2003 BY58              | 27 de gener de 2003  | Socorro              | LINEAR                      |
| 223213 - | 2003 BT62              | 28 de gener de 2003  | Palomar              | NEAT                        |
| 223214 - | 2003 BX65              | 30 de gener de 2003  | Anderson Mesa        | LONEOS                      |
| 223215 - | 2003 BR76              | 29 de gener de 2003  | Palomar              | NEAT                        |
| 223216 - | 2003 BM81              | 31 de gener de 2003  | Socorro              | LINEAR                      |
| 223217 - | 2003 BO83              | 31 de gener de 2003  | Socorro              | LINEAR                      |
| 223218 - | 2003 CK7               | 1 de febrer de 2003  | Socorro              | LINEAR                      |
| 223219 - | 2003 CH9               | 2 de febrer de 2003  | Socorro              | LINEAR                      |
| 223220 - | 2003 CW18              | 6 de febrer de 2003  | Socorro              | LINEAR                      |
| 223221 - | 2003 CF25              | 3 de febrer de 2003  | Anderson Mesa        | LONEOS                      |
| 223222 - | 2003 DY                | 21 de febrer de 2003 | Palomar              | NEAT                        |
| 223223 - | 2003 DY5               | 21 de febrer de 2003 | Palomar              | NEAT                        |
| 223224 - | 2003 DN7               | 21 de febrer de 2003 | Kvistaberg           | Uppsala-DLR Asteroid Survey |
| 223225 - | 2003 DW7               | 25 de febrer de 2003 | Kleť                 | J. Tichá, M. Tichý          |
| 223226 - | 2003 DW13              | 26 de febrer de 2003 | Haleakala            | NEAT                        |
| 223227 - | 2003 DP14              | 24 de febrer de 2003 | Haleakala            | NEAT                        |
| 223228 - | 2003 DV16              | 21 de febrer de 2003 | Palomar              | NEAT                        |
| 223229 - | 2003 DE18              | 19 de febrer de 2003 | Palomar              | NEAT                        |
| 223230 - | 2003 DH21              | 23 de febrer de 2003 | Anderson Mesa        | LONEOS                      |
| 223231 - | 2003 DT21              | 28 de febrer de 2003 | Socorro              | LINEAR                      |
| 223232 - | 2003 DA24              | 22 de febrer de 2003 | Palomar              | NEAT                        |
| 223233 - | 2003 ET8               | 6 de març de 2003    | Anderson Mesa        | LONEOS                      |
| 223234 - | 2003 EC9               | 6 de març de 2003    | Socorro              | LINEAR                      |
| 223235 - | 2003 EY22              | 6 de març de 2003    | Socorro              | LINEAR                      |
| 223236 - | 2003 EG32              | 7 de març de 2003    | Kitt Peak            | Spacewatch                  |
| 223237 - | 2003 EJ34              | 7 de març de 2003    | Socorro              | LINEAR                      |
| 223238 - | 2003 EY42              | 10 de març de 2003   | Kitt Peak            | Spacewatch                  |
| 223239 - | 2003 EZ46              | 8 de març de 2003    | Anderson Mesa        | LONEOS                      |
| 223240 - | 2003 EY52              | 8 de març de 2003    | Socorro              | LINEAR                      |
| 223241 - | 2003 FE4               | 26 de març de 2003   | Palomar              | NEAT                        |
| 223242 - | 2003 FS14              | 23 de març de 2003   | Kitt Peak            | Spacewatch                  |
| 223243 - | 2003 FN18              | 24 de març de 2003   | Kitt Peak            | Spacewatch                  |
| 223244 - | 2003 FO28              | 24 de març de 2003   | Haleakala            | NEAT                        |
| 223245 - | 2003 FR32              | 23 de març de 2003   | Kitt Peak            | Spacewatch                  |
| 223246 - | 2003 FQ36              | 23 de març de 2003   | Kitt Peak            | Spacewatch                  |
| 223247 - | 2003 FR51              | 25 de març de 2003   | Catalina             | CSS                         |
| 223248 - | 2003 FB59              | 26 de març de 2003   | Palomar              | NEAT                        |
| 223249 - | 2003 FF59              | 26 de març de 2003   | Palomar              | NEAT                        |
| 223250 - | 2003 FJ67              | 26 de març de 2003   | Palomar              | NEAT                        |
| 223251 - | 2003 FB70              | 26 de març de 2003   | Kitt Peak            | Spacewatch                  |
| 223252 - | 2003 FQ72              | 26 de març de 2003   | Palomar              | NEAT                        |
| 223253 - | 2003 FJ79              | 27 de març de 2003   | Kitt Peak            | Spacewatch                  |
| 223254 - | 2003 FZ79              | 27 de març de 2003   | Palomar              | NEAT                        |
| 223255 - | 2003 FR81              | 27 de març de 2003   | Kitt Peak            | Spacewatch                  |
| 223256 - | 2003 FL85              | 28 de març de 2003   | Catalina             | CSS                         |
| 223257 - | 2003 FN85              | 28 de març de 2003   | Catalina             | CSS                         |
| 223258 - | 2003 FO93              | 29 de març de 2003   | Anderson Mesa        | LONEOS                      |
| 223259 - | 2003 FP95              | 30 de març de 2003   | Anderson Mesa        | LONEOS                      |
| 223260 - | 2003 FW100             | 31 de març de 2003   | Anderson Mesa        | LONEOS                      |
| 223261 - | 2003 FP104             | 25 de març de 2003   | Haleakala            | NEAT                        |
| 223262 - | 2003 FK114             | 31 de març de 2003   | Kitt Peak            | Spacewatch                  |
| 223263 - | 2003 FR124             | 30 de març de 2003   | Kitt Peak            | M. W. Buie                  |
| 223264 - | 2003 FG131             | 24 de març de 2003   | Kitt Peak            | Spacewatch                  |
| 223265 - | 2003 GX1               | 2 d'abril de 2003    | Haleakala            | NEAT                        |
| 223266 - | 2003 GO10              | 3 d'abril de 2003    | Anderson Mesa        | LONEOS                      |
| 223267 - | 2003 GH13              | 3 d'abril de 2003    | Anderson Mesa        | LONEOS                      |
| 223268 - | 2003 GZ21              | 7 d'abril de 2003    | Palomar              | NEAT                        |
| 223269 - | 2003 GB22              | 6 d'abril de 2003    | Desert Eagle         | W. K. Y. Yeung              |
| 223270 - | 2003 GL27              | 7 d'abril de 2003    | Kitt Peak            | Spacewatch                  |
| 223271 - | 2003 GY32              | 1 d'abril de 2003    | Cerro Tololo         | Deep Lens Survey            |
| 223272 - | 2003 GC33              | 1 d'abril de 2003    | Cerro Tololo         | Deep Lens Survey            |
| 223273 - | 2003 GJ35              | 7 d'abril de 2003    | Palomar              | NEAT                        |
| 223274 - | 2003 GP35              | 9 d'abril de 2003    | Socorro              | LINEAR                      |
| 223275 - | 2003 GH41              | 9 d'abril de 2003    | Palomar              | NEAT                        |
| 223276 - | 2003 GG46              | 8 d'abril de 2003    | Palomar              | NEAT                        |
| 223277 - | 2003 GJ50              | 4 d'abril de 2003    | Kitt Peak            | Spacewatch                  |
| 223278 - | 2003 GR53              | 1 d'abril de 2003    | Kitt Peak            | M. W. Buie                  |
| 223279 - | 2003 HS3               | 24 d'abril de 2003   | Anderson Mesa        | LONEOS                      |
| 223280 - | 2003 HH9               | 24 d'abril de 2003   | Anderson Mesa        | LONEOS                      |
| 223281 - | 2003 HM10              | 25 d'abril de 2003   | Anderson Mesa        | LONEOS                      |
| 223282 - | 2003 HL17              | 25 d'abril de 2003   | Anderson Mesa        | LONEOS                      |
| 223283 - | 2003 HG19              | 26 d'abril de 2003   | Kitt Peak            | Spacewatch                  |
| 223284 - | 2003 HF20              | 26 d'abril de 2003   | Haleakala            | NEAT                        |
| 223285 - | 2003 HF32              | 28 d'abril de 2003   | Anderson Mesa        | LONEOS                      |
| 223286 - | 2003 HW32              | 29 d'abril de 2003   | Socorro              | LINEAR                      |
| 223287 - | 2003 HW35              | 27 d'abril de 2003   | Anderson Mesa        | LONEOS                      |
| 223288 - | 2003 HY45              | 27 d'abril de 2003   | Anderson Mesa        | LONEOS                      |
| 223289 - | 2003 HH46              | 28 d'abril de 2003   | Socorro              | LINEAR                      |
| 223290 - | 2003 HR47              | 29 d'abril de 2003   | Kitt Peak            | Spacewatch                  |
| 223291 - | 2003 HN49              | 30 d'abril de 2003   | Kitt Peak            | Spacewatch                  |
| 223292 - | 2003 HM52              | 29 d'abril de 2003   | Socorro              | LINEAR                      |
| 223293 - | 2003 HM54              | 24 d'abril de 2003   | Anderson Mesa        | LONEOS                      |
| 223294 - | 2003 HO55              | 27 d'abril de 2003   | Anderson Mesa        | LONEOS                      |
| 223295 - | 2003 JS3               | 2 de maig de 2003    | Kitt Peak            | Spacewatch                  |
| 223296 - | 2003 JD6               | 1 de maig de 2003    | Kitt Peak            | Spacewatch                  |
| 223297 - | 2003 JP13              | 5 de maig de 2003    | Socorro              | LINEAR                      |
| 223298 - | 2003 JE18              | 1 de maig de 2003    | Socorro              | LINEAR                      |
| 223299 - | 2003 KL13              | 27 de maig de 2003   | Kitt Peak            | Spacewatch                  |
| 223300 - | 2003 KJ14              | 25 de maig de 2003   | Kitt Peak            | Spacewatch                  |

## 223301–223400
| Nom    | Designació provisional | Data de descobriment   | Lloc de descobriment | Descobridor/s               |
| ------ | ---------------------- | ---------------------- | -------------------- | --------------------------- |
| 223301 | 2003 NA3               | 2 de juliol de 2003    | Socorro              | LINEAR                      |
| 223302 | 2003 NH3               | 4 de juliol de 2003    | Anderson Mesa        | LONEOS                      |
| 223303 | 2003 NP3               | 3 de juliol de 2003    | Kitt Peak            | Spacewatch                  |
| 223304 | 2003 NF4               | 3 de juliol de 2003    | Kitt Peak            | Spacewatch                  |
| 223305 | 2003 NL6               | 7 de juliol de 2003    | Kitt Peak            | Spacewatch                  |
| 223306 | 2003 OV6               | 22 de juliol de 2003   | Campo Imperatore     | CINEOS                      |
| 223307 | 2003 OH12              | 22 de juliol de 2003   | Palomar              | NEAT                        |
| 223308 | 2003 OK14              | 21 de juliol de 2003   | Palomar              | NEAT                        |
| 223309 | 2003 OP15              | 23 de juliol de 2003   | Palomar              | NEAT                        |
| 223310 | 2003 OK17              | 29 de juliol de 2003   | Campo Imperatore     | CINEOS                      |
| 223311 | 2003 OU27              | 24 de juliol de 2003   | Palomar              | NEAT                        |
| 223312 | 2003 PM2               | 2 d'agost de 2003      | Haleakala            | NEAT                        |
| 223313 | 2003 PS5               | 1 d'agost de 2003      | Socorro              | LINEAR                      |
| 223314 | 2003 PX7               | 2 d'agost de 2003      | Haleakala            | NEAT                        |
| 223315 | 2003 QX4               | 20 d'agost de 2003     | Campo Imperatore     | CINEOS                      |
| 223316 | 2003 QF5               | 21 d'agost de 2003     | Campo Imperatore     | CINEOS                      |
| 223317 | 2003 QM10              | 21 d'agost de 2003     | Socorro              | LINEAR                      |
| 223318 | 2003 QT12              | 22 d'agost de 2003     | Haleakala            | NEAT                        |
| 223319 | 2003 QN18              | 22 d'agost de 2003     | Palomar              | NEAT                        |
| 223320 | 2003 QR25              | 22 d'agost de 2003     | Palomar              | NEAT                        |
| 223321 | 2003 QB28              | 20 d'agost de 2003     | Palomar              | NEAT                        |
| 223322 | 2003 QJ34              | 22 d'agost de 2003     | Palomar              | NEAT                        |
| 223323 | 2003 QG44              | 22 d'agost de 2003     | Campo Imperatore     | CINEOS                      |
| 223324 | 2003 QG46              | 23 d'agost de 2003     | Palomar              | NEAT                        |
| 223325 | 2003 QZ47              | 20 d'agost de 2003     | Palomar              | NEAT                        |
| 223326 | 2003 QV49              | 22 d'agost de 2003     | Palomar              | NEAT                        |
| 223327 | 2003 QN53              | 23 d'agost de 2003     | Socorro              | LINEAR                      |
| 223328 | 2003 QX55              | 23 d'agost de 2003     | Socorro              | LINEAR                      |
| 223329 | 2003 QP59              | 23 d'agost de 2003     | Socorro              | LINEAR                      |
| 223330 | 2003 QL60              | 23 d'agost de 2003     | Socorro              | LINEAR                      |
| 223331 | 2003 QV65              | 25 d'agost de 2003     | Palomar              | NEAT                        |
| 223332 | 2003 QO68              | 25 d'agost de 2003     | Socorro              | LINEAR                      |
| 223333 | 2003 QY70              | 23 d'agost de 2003     | Palomar              | NEAT                        |
| 223334 | 2003 QU73              | 26 d'agost de 2003     | Crni Vrh             | H. Mikuz                    |
| 223335 | 2003 QN74              | 24 d'agost de 2003     | Socorro              | LINEAR                      |
| 223336 | 2003 QP74              | 24 d'agost de 2003     | Socorro              | LINEAR                      |
| 223337 | 2003 QS74              | 24 d'agost de 2003     | Socorro              | LINEAR                      |
| 223338 | 2003 QK76              | 24 d'agost de 2003     | Socorro              | LINEAR                      |
| 223339 | 2003 QC89              | 26 d'agost de 2003     | Cerro Tololo         | M. W. Buie                  |
| 223340 | 2003 QT93              | 28 d'agost de 2003     | Haleakala            | NEAT                        |
| 223341 | 2003 QZ93              | 28 d'agost de 2003     | Haleakala            | NEAT                        |
| 223342 | 2003 QS96              | 30 d'agost de 2003     | Kitt Peak            | Spacewatch                  |
| 223343 | 2003 QH100             | 28 d'agost de 2003     | Palomar              | NEAT                        |
| 223344 | 2003 QJ106             | 31 d'agost de 2003     | Socorro              | LINEAR                      |
| 223345 | 2003 QP107             | 31 d'agost de 2003     | Socorro              | LINEAR                      |
| 223346 | 2003 QX112             | 27 d'agost de 2003     | Palomar              | NEAT                        |
| 223347 | 2003 QC113             | 31 d'agost de 2003     | Socorro              | LINEAR                      |
| 223348 | 2003 RH9               | 3 de setembre de 2003  | Kvistaberg           | Uppsala-DLR Asteroid Survey |
| 223349 | 2003 RP11              | 15 de setembre de 2003 | Wrightwood           | J. W. Young                 |
| 223350 | 2003 RN15              | 15 de setembre de 2003 | Palomar              | NEAT                        |
| 223351 | 2003 RQ17              | 15 de setembre de 2003 | Palomar              | NEAT                        |
| 223352 | 2003 RS17              | 15 de setembre de 2003 | Palomar              | NEAT                        |
| 223353 | 2003 RT19              | 15 de setembre de 2003 | Anderson Mesa        | LONEOS                      |
| 223354 | 2003 RO21              | 13 de setembre de 2003 | Haleakala            | NEAT                        |
| 223355 | 2003 RV21              | 13 de setembre de 2003 | Haleakala            | NEAT                        |
| 223356 | 2003 RP23              | 14 de setembre de 2003 | Palomar              | NEAT                        |
| 223357 | 2003 RW25              | 15 de setembre de 2003 | Palomar              | NEAT                        |
| 223358 | 2003 SJ                | 16 de setembre de 2003 | Palomar              | NEAT                        |
| 223359 | 2003 SE3               | 16 de setembre de 2003 | Palomar              | NEAT                        |
| 223360 | 2003 SV4               | 16 de setembre de 2003 | Klet                 | M. Tichy                    |
| 223361 | 2003 SX6               | 17 de setembre de 2003 | Palomar              | NEAT                        |
| 223362 | 2003 SJ7               | 16 de setembre de 2003 | Kitt Peak            | Spacewatch                  |
| 223363 | 2003 SL8               | 16 de setembre de 2003 | Kitt Peak            | Spacewatch                  |
| 223364 | 2003 SG17              | 18 de setembre de 2003 | Campo Imperatore     | CINEOS                      |
| 223365 | 2003 SC20              | 16 de setembre de 2003 | Kitt Peak            | Spacewatch                  |
| 223366 | 2003 SF22              | 16 de setembre de 2003 | Palomar              | NEAT                        |
| 223367 | 2003 SK27              | 18 de setembre de 2003 | Socorro              | LINEAR                      |
| 223368 | 2003 SP32              | 16 de setembre de 2003 | Palomar              | NEAT                        |
| 223369 | 2003 SO39              | 16 de setembre de 2003 | Palomar              | NEAT                        |
| 223370 | 2003 SJ43              | 16 de setembre de 2003 | Anderson Mesa        | LONEOS                      |
| 223371 | 2003 SN45              | 16 de setembre de 2003 | Anderson Mesa        | LONEOS                      |
| 223372 | 2003 SS52              | 19 de setembre de 2003 | Palomar              | NEAT                        |
| 223373 | 2003 SD54              | 16 de setembre de 2003 | Kitt Peak            | Spacewatch                  |
| 223374 | 2003 SK54              | 16 de setembre de 2003 | Anderson Mesa        | LONEOS                      |
| 223375 | 2003 SA55              | 16 de setembre de 2003 | Anderson Mesa        | LONEOS                      |
| 223376 | 2003 SL55              | 16 de setembre de 2003 | Anderson Mesa        | LONEOS                      |
| 223377 | 2003 SB57              | 16 de setembre de 2003 | Kitt Peak            | Spacewatch                  |
| 223378 | 2003 SR58              | 17 de setembre de 2003 | Anderson Mesa        | LONEOS                      |
| 223379 | 2003 SV58              | 17 de setembre de 2003 | Anderson Mesa        | LONEOS                      |
| 223380 | 2003 SL60              | 17 de setembre de 2003 | Kitt Peak            | Spacewatch                  |
| 223381 | 2003 SO62              | 17 de setembre de 2003 | Kitt Peak            | Spacewatch                  |
| 223382 | 2003 SE65              | 18 de setembre de 2003 | Anderson Mesa        | LONEOS                      |
| 223383 | 2003 SP70              | 17 de setembre de 2003 | Haleakala            | NEAT                        |
| 223384 | 2003 SJ72              | 18 de setembre de 2003 | Kitt Peak            | Spacewatch                  |
| 223385 | 2003 SV73              | 18 de setembre de 2003 | Kitt Peak            | Spacewatch                  |
| 223386 | 2003 SP77              | 19 de setembre de 2003 | Kitt Peak            | Spacewatch                  |
| 223387 | 2003 SG85              | 16 de setembre de 2003 | Palomar              | NEAT                        |
| 223388 | 2003 SV85              | 16 de setembre de 2003 | Kitt Peak            | Spacewatch                  |
| 223389 | 2003 SG88              | 18 de setembre de 2003 | Campo Imperatore     | CINEOS                      |
| 223390 | 2003 SA91              | 18 de setembre de 2003 | Kitt Peak            | Spacewatch                  |
| 223391 | 2003 SB92              | 18 de setembre de 2003 | Palomar              | NEAT                        |
| 223392 | 2003 SU94              | 19 de setembre de 2003 | Kitt Peak            | Spacewatch                  |
| 223393 | 2003 SD106             | 20 de setembre de 2003 | Palomar              | NEAT                        |
| 223394 | 2003 SM106             | 20 de setembre de 2003 | Kitt Peak            | Spacewatch                  |
| 223395 | 2003 SW115             | 16 de setembre de 2003 | Anderson Mesa        | LONEOS                      |
| 223396 | 2003 SB117             | 16 de setembre de 2003 | Palomar              | NEAT                        |
| 223397 | 2003 SE118             | 16 de setembre de 2003 | Kitt Peak            | Spacewatch                  |
| 223398 | 2003 SO121             | 17 de setembre de 2003 | Kitt Peak            | Spacewatch                  |
| 223399 | 2003 SQ121             | 17 de setembre de 2003 | Kitt Peak            | Spacewatch                  |
| 223400 | 2003 SS123             | 18 de setembre de 2003 | Kitt Peak            | Spacewatch                  |

## 223401-223500
| Nom    | Designació provisional | Data de descobriment   | Lloc de descobriment | Descobridor/s            |
| ------ | ---------------------- | ---------------------- | -------------------- | ------------------------ |
| 223401 | 2003 SF125             | 19 de setembre de 2003 | Palomar              | NEAT                     |
| 223402 | 2003 SN130             | 20 de setembre de 2003 | Socorro              | LINEAR                   |
| 223403 | 2003 SU143             | 21 de setembre de 2003 | Socorro              | LINEAR                   |
| 223404 | 2003 SU148             | 16 de setembre de 2003 | Kitt Peak            | Spacewatch               |
| 223405 | 2003 SK155             | 19 de setembre de 2003 | Anderson Mesa        | LONEOS                   |
| 223406 | 2003 SY157             | 20 de setembre de 2003 | Socorro              | LINEAR                   |
| 223407 | 2003 SF160             | 21 de setembre de 2003 | Kitt Peak            | Spacewatch               |
| 223408 | 2003 SS160             | 16 de setembre de 2003 | Anderson Mesa        | LONEOS                   |
| 223409 | 2003 SV169             | 23 de setembre de 2003 | Haleakala            | NEAT                     |
| 223410 | 2003 SK177             | 18 de setembre de 2003 | Palomar              | NEAT                     |
| 223411 | 2003 SL182             | 20 de setembre de 2003 | Kitt Peak            | Spacewatch               |
| 223412 | 2003 SK183             | 21 de setembre de 2003 | Kitt Peak            | Spacewatch               |
| 223413 | 2003 SP184             | 21 de setembre de 2003 | Kitt Peak            | Spacewatch               |
| 223414 | 2003 SV184             | 21 de setembre de 2003 | Kitt Peak            | Spacewatch               |
| 223415 | 2003 SF197             | 21 de setembre de 2003 | Anderson Mesa        | LONEOS                   |
| 223416 | 2003 SL203             | 22 de setembre de 2003 | Anderson Mesa        | LONEOS                   |
| 223417 | 2003 SB206             | 23 de setembre de 2003 | Palomar              | NEAT                     |
| 223418 | 2003 SW210             | 23 de setembre de 2003 | Palomar              | NEAT                     |
| 223419 | 2003 SE212             | 25 de setembre de 2003 | Palomar              | NEAT                     |
| 223420 | 2003 SH213             | 26 de setembre de 2003 | Palomar              | NEAT                     |
| 223421 | 2003 SJ218             | 28 de setembre de 2003 | Desert Eagle         | W. K. Y. Yeung           |
| 223422 | 2003 SZ231             | 24 de setembre de 2003 | Haleakala            | NEAT                     |
| 223423 | 2003 SD246             | 26 de setembre de 2003 | Socorro              | LINEAR                   |
| 223424 | 2003 SY250             | 26 de setembre de 2003 | Socorro              | LINEAR                   |
| 223425 | 2003 SJ253             | 27 de setembre de 2003 | Kitt Peak            | Spacewatch               |
| 223426 | 2003 SJ257             | 28 de setembre de 2003 | Socorro              | LINEAR                   |
| 223427 | 2003 SK257             | 28 de setembre de 2003 | Socorro              | LINEAR                   |
| 223428 | 2003 SC260             | 29 de setembre de 2003 | Socorro              | LINEAR                   |
| 223429 | 2003 SO260             | 27 de setembre de 2003 | Kitt Peak            | Spacewatch               |
| 223430 | 2003 SV265             | 29 de setembre de 2003 | Kitt Peak            | Spacewatch               |
| 223431 | 2003 SB274             | 28 de setembre de 2003 | Socorro              | LINEAR                   |
| 223432 | 2003 SA277             | 30 de setembre de 2003 | Socorro              | LINEAR                   |
| 223433 | 2003 SN277             | 30 de setembre de 2003 | Socorro              | LINEAR                   |
| 223434 | 2003 SQ279             | 17 de setembre de 2003 | Kitt Peak            | Spacewatch               |
| 223435 | 2003 SO281             | 19 de setembre de 2003 | Kitt Peak            | Spacewatch               |
| 223436 | 2003 SD283             | 20 de setembre de 2003 | Socorro              | LINEAR                   |
| 223437 | 2003 SX283             | 20 de setembre de 2003 | Socorro              | LINEAR                   |
| 223438 | 2003 SD285             | 20 de setembre de 2003 | Kitt Peak            | Spacewatch               |
| 223439 | 2003 SU285             | 20 de setembre de 2003 | Kitt Peak            | Spacewatch               |
| 223440 | 2003 SF293             | 27 de setembre de 2003 | Socorro              | LINEAR                   |
| 223441 | 2003 SP295             | 29 de setembre de 2003 | Anderson Mesa        | LONEOS                   |
| 223442 | 2003 SH297             | 18 de setembre de 2003 | Haleakala            | NEAT                     |
| 223443 | 2003 ST299             | 16 de setembre de 2003 | Anderson Mesa        | LONEOS                   |
| 223444 | 2003 SH308             | 28 de setembre de 2003 | Socorro              | LINEAR                   |
| 223445 | 2003 SF309             | 27 de setembre de 2003 | Socorro              | LINEAR                   |
| 223446 | 2003 SW311             | 29 de setembre de 2003 | Kitt Peak            | Spacewatch               |
| 223447 | 2003 SU330             | 26 de setembre de 2003 | Apache Point         | Sloan Digital Sky Survey |
| 223448 | 2003 SQ341             | 17 de setembre de 2003 | Anderson Mesa        | LONEOS                   |
| 223449 | 2003 TU12              | 15 d'octubre de 2003   | Palomar              | NEAT                     |
| 223450 | 2003 TD15              | 15 d'octubre de 2003   | Anderson Mesa        | LONEOS                   |
| 223451 | 2003 TP19              | 15 d'octubre de 2003   | Palomar              | NEAT                     |
| 223452 | 2003 TK21              | 15 d'octubre de 2003   | Anderson Mesa        | LONEOS                   |
| 223453 | 2003 TJ33              | 1 d'octubre de 2003    | Kitt Peak            | Spacewatch               |
| 223454 | 2003 UW                | 16 d'octubre de 2003   | Kitt Peak            | Spacewatch               |
| 223455 | 2003 UT7               | 18 d'octubre de 2003   | Kitt Peak            | Spacewatch               |
| 223456 | 2003 UB10              | 20 d'octubre de 2003   | Kitt Peak            | Spacewatch               |
| 223457 | 2003 UD43              | 17 d'octubre de 2003   | Kitt Peak            | Spacewatch               |
| 223458 | 2003 UB54              | 18 d'octubre de 2003   | Palomar              | NEAT                     |
| 223459 | 2003 UG65              | 16 d'octubre de 2003   | Palomar              | NEAT                     |
| 223460 | 2003 UD81              | 16 d'octubre de 2003   | Anderson Mesa        | LONEOS                   |
| 223461 | 2003 UU93              | 18 d'octubre de 2003   | Kitt Peak            | Spacewatch               |
| 223462 | 2003 UK96              | 18 d'octubre de 2003   | Haleakala            | NEAT                     |
| 223463 | 2003 UU96              | 19 d'octubre de 2003   | Anderson Mesa        | LONEOS                   |
| 223464 | 2003 UY101             | 20 d'octubre de 2003   | Socorro              | LINEAR                   |
| 223465 | 2003 UL110             | 19 d'octubre de 2003   | Kitt Peak            | Spacewatch               |
| 223466 | 2003 UE133             | 20 d'octubre de 2003   | Palomar              | NEAT                     |
| 223467 | 2003 UR137             | 21 d'octubre de 2003   | Socorro              | LINEAR                   |
| 223468 | 2003 UH153             | 21 d'octubre de 2003   | Kitt Peak            | Spacewatch               |
| 223469 | 2003 UB208             | 22 d'octubre de 2003   | Kitt Peak            | Spacewatch               |
| 223470 | 2003 UM241             | 24 d'octubre de 2003   | Socorro              | LINEAR                   |
| 223471 | 2003 UA251             | 25 d'octubre de 2003   | Socorro              | LINEAR                   |
| 223472 | 2003 UW270             | 17 d'octubre de 2003   | Palomar              | NEAT                     |
| 223473 | 2003 UT277             | 25 d'octubre de 2003   | Socorro              | LINEAR                   |
| 223474 | 2003 UF375             | 22 d'octubre de 2003   | Apache Point         | Sloan Digital Sky Survey |
| 223475 | 2003 VY3               | 14 de novembre de 2003 | Palomar              | NEAT                     |
| 223476 | 2003 WN56              | 20 de novembre de 2003 | Kitt Peak            | Spacewatch               |
| 223477 | 2003 WX62              | 19 de novembre de 2003 | Kitt Peak            | Spacewatch               |
| 223478 | 2003 WT139             | 21 de novembre de 2003 | Socorro              | LINEAR                   |
| 223479 | 2003 WL154             | 26 de novembre de 2003 | Kitt Peak            | Spacewatch               |
| 223480 | 2003 XV38              | 4 de desembre de 2003  | Socorro              | LINEAR                   |
| 223481 | 2003 YM27              | 17 de desembre de 2003 | Crni Vrh             | Crni Vrh                 |
| 223482 | 2003 YL32              | 18 de desembre de 2003 | Catalina             | CSS                      |
| 223483 | 2003 YF36              | 18 de desembre de 2003 | Socorro              | LINEAR                   |
| 223484 | 2003 YQ61              | 19 de desembre de 2003 | Socorro              | LINEAR                   |
| 223485 | 2003 YE82              | 18 de desembre de 2003 | Socorro              | LINEAR                   |
| 223486 | 2003 YM88              | 19 de desembre de 2003 | Socorro              | LINEAR                   |
| 223487 | 2003 YT111             | 23 de desembre de 2003 | Socorro              | LINEAR                   |
| 223488 | 2003 YN145             | 28 de desembre de 2003 | Socorro              | LINEAR                   |
| 223489 | 2003 YV170             | 18 de desembre de 2003 | Socorro              | LINEAR                   |
| 223490 | 2003 YN180             | 23 de desembre de 2003 | Socorro              | LINEAR                   |
| 223491 | 2004 BY11              | 16 de gener de 2004    | Palomar              | NEAT                     |
| 223492 | 2004 BV28              | 18 de gener de 2004    | Palomar              | NEAT                     |
| 223493 | 2004 BH43              | 22 de gener de 2004    | Socorro              | LINEAR                   |
| 223494 | 2004 BT43              | 22 de gener de 2004    | Socorro              | LINEAR                   |
| 223495 | 2004 BV43              | 22 de gener de 2004    | Socorro              | LINEAR                   |
| 223496 | 2004 BS52              | 21 de gener de 2004    | Socorro              | LINEAR                   |
| 223497 | 2004 BM81              | 26 de gener de 2004    | Anderson Mesa        | LONEOS                   |
| 223498 | 2004 BV91              | 26 de gener de 2004    | Anderson Mesa        | LONEOS                   |
| 223499 | 2004 BS93              | 28 de gener de 2004    | Socorro              | LINEAR                   |
| 223500 | 2004 BW99              | 27 de gener de 2004    | Kitt Peak            | Spacewatch               |

## 223501-223600
| Nom             | Designació provisional | Data de descobriment | Lloc de descobriment | Descobridor/s        |
| --------------- | ---------------------- | -------------------- | -------------------- | -------------------- |
| 223501          | 2004 BM106             | 26 de gener de 2004  | Anderson Mesa        | LONEOS               |
| 223502          | 2004 BY107             | 28 de gener de 2004  | Catalina             | CSS                  |
| 223503          | 2004 BM108             | 28 de gener de 2004  | Catalina             | CSS                  |
| 223504          | 2004 BK115             | 30 de gener de 2004  | Socorro              | LINEAR               |
| 223505          | 2004 BB118             | 29 de gener de 2004  | Socorro              | LINEAR               |
| 223506          | 2004 BZ131             | 16 de gener de 2004  | Kitt Peak            | Spacewatch           |
| 223507          | 2004 CL19              | 11 de febrer de 2004 | Kitt Peak            | Spacewatch           |
| 223508          | 2004 CS19              | 11 de febrer de 2004 | Kitt Peak            | Spacewatch           |
| 223509          | 2004 CX21              | 11 de febrer de 2004 | Palomar              | NEAT                 |
| 223510          | 2004 CC22              | 11 de febrer de 2004 | Catalina             | CSS                  |
| 223511          | 2004 CE38              | 13 de febrer de 2004 | Desert Eagle         | W. K. Y. Yeung       |
| 223512          | 2004 CA43              | 11 de febrer de 2004 | Palomar              | NEAT                 |
| 223513          | 2004 CJ45              | 13 de febrer de 2004 | Kitt Peak            | Spacewatch           |
| 223514          | 2004 CM46              | 13 de febrer de 2004 | Desert Eagle         | W. K. Y. Yeung       |
| 223515          | 2004 CU58              | 10 de febrer de 2004 | Palomar              | NEAT                 |
| 223516          | 2004 CU61              | 11 de febrer de 2004 | Kitt Peak            | Spacewatch           |
| 223517          | 2004 CF80              | 11 de febrer de 2004 | Palomar              | NEAT                 |
| 223518          | 2004 CK97              | 13 de febrer de 2004 | Palomar              | NEAT                 |
| 223519          | 2004 CZ98              | 14 de febrer de 2004 | Catalina             | CSS                  |
| 223520          | 2004 CF100             | 15 de febrer de 2004 | Catalina             | CSS                  |
| 223521          | 2004 CZ100             | 15 de febrer de 2004 | Catalina             | CSS                  |
| 223522          | 2004 CH113             | 13 de febrer de 2004 | Anderson Mesa        | LONEOS               |
| 223523          | 2004 DX11              | 17 de febrer de 2004 | Kitt Peak            | Spacewatch           |
| 223524          | 2004 DF24              | 19 de febrer de 2004 | Socorro              | LINEAR               |
| 223525          | 2004 DB25              | 18 de febrer de 2004 | Socorro              | LINEAR               |
| 223526          | 2004 DX26              | 16 de febrer de 2004 | Kitt Peak            | Spacewatch           |
| 223527          | 2004 DS38              | 21 de febrer de 2004 | Sandlot              | Sandlot              |
| 223528          | 2004 DO41              | 18 de febrer de 2004 | Haleakala            | NEAT                 |
| 223529          | 2004 DK42              | 19 de febrer de 2004 | Socorro              | LINEAR               |
| 223530          | 2004 DP43              | 23 de febrer de 2004 | Socorro              | LINEAR               |
| 223531          | 2004 DH55              | 22 de febrer de 2004 | Kitt Peak            | Spacewatch           |
| 223532          | 2004 EH5               | 11 de març de 2004   | Palomar              | NEAT                 |
| 223533          | 2004 EH8               | 13 de març de 2004   | Palomar              | NEAT                 |
| 223534          | 2004 EV11              | 11 de març de 2004   | Palomar              | NEAT                 |
| 223535          | 2004 EK15              | 11 de març de 2004   | Palomar              | NEAT                 |
| 223536          | 2004 EP16              | 12 de març de 2004   | Palomar              | NEAT                 |
| 223537          | 2004 EA19              | 14 de març de 2004   | Catalina             | CSS                  |
| 223538          | 2004 ER22              | 15 de març de 2004   | Desert Eagle         | W. K. Y. Yeung       |
| 223539          | 2004 EX25              | 13 de març de 2004   | Palomar              | NEAT                 |
| 223540          | 2004 ES30              | 15 de març de 2004   | Catalina             | CSS                  |
| 223541          | 2004 ER40              | 15 de març de 2004   | Kitt Peak            | Spacewatch           |
| 223542          | 2004 EK42              | 15 de març de 2004   | Catalina             | CSS                  |
| 223543          | 2004 EV42              | 15 de març de 2004   | Catalina             | CSS                  |
| 223544          | 2004 EJ46              | 15 de març de 2004   | Socorro              | LINEAR               |
| 223545          | 2004 EA60              | 15 de març de 2004   | Palomar              | NEAT                 |
| 223546          | 2004 EN63              | 13 de març de 2004   | Palomar              | NEAT                 |
| 223547          | 2004 EH68              | 15 de març de 2004   | Socorro              | LINEAR               |
| 223548          | 2004 EM71              | 15 de març de 2004   | Catalina             | CSS                  |
| 223549          | 2004 EL73              | 15 de març de 2004   | Catalina             | CSS                  |
| 223550          | 2004 EM73              | 15 de març de 2004   | Catalina             | CSS                  |
| 223551          | 2004 ES73              | 15 de març de 2004   | Catalina             | CSS                  |
| 223552          | 2004 EJ76              | 15 de març de 2004   | Kitt Peak            | Spacewatch           |
| 223553          | 2004 EB77              | 15 de març de 2004   | Catalina             | CSS                  |
| 223554          | 2004 EN84              | 15 de març de 2004   | Catalina             | CSS                  |
| 223555          | 2004 EW84              | 15 de març de 2004   | Catalina             | CSS                  |
| 223556          | 2004 ES86              | 15 de març de 2004   | Kitt Peak            | Spacewatch           |
| 223557          | 2004 EL90              | 14 de març de 2004   | Kitt Peak            | Spacewatch           |
| 223558          | 2004 EP93              | 15 de març de 2004   | Catalina             | CSS                  |
| 223559          | 2004 ED100             | 15 de març de 2004   | Kitt Peak            | Spacewatch           |
| 223560          | 2004 ET106             | 15 de març de 2004   | Kitt Peak            | Spacewatch           |
| 223561          | 2004 EN114             | 11 de març de 2004   | Palomar              | NEAT                 |
| 223562          | 2004 EB116             | 14 de març de 2004   | Kitt Peak            | Spacewatch           |
| 223563          | 2004 FJ2               | 16 de març de 2004   | Socorro              | LINEAR               |
| 223564          | 2004 FD7               | 16 de març de 2004   | Kitt Peak            | Spacewatch           |
| 223565          | 2004 FD15              | 16 de març de 2004   | Kitt Peak            | Spacewatch           |
| 223566 Petignat | 2004 FL17              | 22 de març de 2004   | Vicques              | M. Ory               |
| 223567          | 2004 FL21              | 16 de març de 2004   | Kitt Peak            | Spacewatch           |
| 223568          | 2004 FE22              | 16 de març de 2004   | Catalina             | CSS                  |
| 223569          | 2004 FP27              | 17 de març de 2004   | Kitt Peak            | Spacewatch           |
| 223570          | 2004 FO35              | 16 de març de 2004   | Socorro              | LINEAR               |
| 223571          | 2004 FS37              | 17 de març de 2004   | Kitt Peak            | Spacewatch           |
| 223572          | 2004 FU38              | 17 de març de 2004   | Socorro              | LINEAR               |
| 223573          | 2004 FK40              | 18 de març de 2004   | Socorro              | LINEAR               |
| 223574          | 2004 FA53              | 19 de març de 2004   | Socorro              | LINEAR               |
| 223575          | 2004 FZ55              | 20 de març de 2004   | Socorro              | LINEAR               |
| 223576          | 2004 FV61              | 19 de març de 2004   | Socorro              | LINEAR               |
| 223577          | 2004 FE64              | 19 de març de 2004   | Socorro              | LINEAR               |
| 223578          | 2004 FU76              | 18 de març de 2004   | Socorro              | LINEAR               |
| 223579          | 2004 FM77              | 18 de març de 2004   | Socorro              | LINEAR               |
| 223580          | 2004 FD83              | 17 de març de 2004   | Socorro              | LINEAR               |
| 223581          | 2004 FF99              | 20 de març de 2004   | Socorro              | LINEAR               |
| 223582          | 2004 FQ105             | 25 de març de 2004   | Socorro              | LINEAR               |
| 223583          | 2004 FO107             | 20 de març de 2004   | Socorro              | LINEAR               |
| 223584          | 2004 FY107             | 23 de març de 2004   | Kitt Peak            | Spacewatch           |
| 223585          | 2004 FA110             | 24 de març de 2004   | Anderson Mesa        | LONEOS               |
| 223586          | 2004 FW118             | 22 de març de 2004   | Socorro              | LINEAR               |
| 223587          | 2004 FW140             | 27 de març de 2004   | Socorro              | LINEAR               |
| 223588          | 2004 FH141             | 27 de març de 2004   | Socorro              | LINEAR               |
| 223589          | 2004 FO161             | 18 de març de 2004   | Kitt Peak            | Spacewatch           |
| 223590          | 2004 GK3               | 9 d'abril de 2004    | Siding Spring        | Siding Spring Survey |
| 223591          | 2004 GA20              | 15 d'abril de 2004   | Desert Eagle         | W. K. Y. Yeung       |
| 223592          | 2004 GT20              | 10 d'abril de 2004   | Palomar              | NEAT                 |
| 223593          | 2004 GJ29              | 12 d'abril de 2004   | Anderson Mesa        | LONEOS               |
| 223594          | 2004 GW32              | 12 d'abril de 2004   | Palomar              | NEAT                 |
| 223595          | 2004 GG36              | 13 d'abril de 2004   | Palomar              | NEAT                 |
| 223596          | 2004 GK48              | 12 d'abril de 2004   | Kitt Peak            | Spacewatch           |
| 223597          | 2004 GC50              | 12 d'abril de 2004   | Kitt Peak            | Spacewatch           |
| 223598          | 2004 GO50              | 12 d'abril de 2004   | Kitt Peak            | Spacewatch           |
| 223599          | 2004 GA61              | 15 d'abril de 2004   | Anderson Mesa        | LONEOS               |
| 223600          | 2004 GF75              | 14 d'abril de 2004   | Anderson Mesa        | LONEOS               |

## 223601-223700
| Nom              | Designació provisional | Data de descobriment  | Lloc de descobriment | Descobridor/s        |
| ---------------- | ---------------------- | --------------------- | -------------------- | -------------------- |
| 223601           | 2004 GY78              | 11 d'abril de 2004    | Palomar              | NEAT                 |
| 223602           | 2004 GK84              | 14 d'abril de 2004    | Kitt Peak            | Spacewatch           |
| 223603           | 2004 GB85              | 14 d'abril de 2004    | Kitt Peak            | Spacewatch           |
| 223604           | 2004 HN2               | 16 d'abril de 2004    | Palomar              | NEAT                 |
| 223605           | 2004 HF8               | 16 d'abril de 2004    | Kitt Peak            | Spacewatch           |
| 223606           | 2004 HT8               | 16 d'abril de 2004    | Socorro              | LINEAR               |
| 223607           | 2004 HT18              | 19 d'abril de 2004    | Kitt Peak            | Spacewatch           |
| 223608           | 2004 HK19              | 19 d'abril de 2004    | Socorro              | LINEAR               |
| 223609           | 2004 HF26              | 19 d'abril de 2004    | Socorro              | LINEAR               |
| 223610           | 2004 HQ39              | 19 d'abril de 2004    | Kitt Peak            | Spacewatch           |
| 223611           | 2004 HJ54              | 17 d'abril de 2004    | Socorro              | LINEAR               |
| 223612           | 2004 HE60              | 25 d'abril de 2004    | Socorro              | LINEAR               |
| 223613           | 2004 HT65              | 19 d'abril de 2004    | Kitt Peak            | Spacewatch           |
| 223614           | 2004 HZ71              | 25 d'abril de 2004    | Kitt Peak            | Spacewatch           |
| 223615           | 2004 HP72              | 28 d'abril de 2004    | Kitt Peak            | Spacewatch           |
| 223616           | 2004 JR2               | 8 de maig de 2004     | Palomar              | NEAT                 |
| 223617           | 2004 JE6               | 12 de maig de 2004    | Catalina             | CSS                  |
| 223618           | 2004 JZ10              | 12 de maig de 2004    | Catalina             | CSS                  |
| 223619           | 2004 JR11              | 13 de maig de 2004    | Kitt Peak            | Spacewatch           |
| 223620           | 2004 JX12              | 13 de maig de 2004    | Reedy Creek          | J. Broughton         |
| 223621           | 2004 JK15              | 10 de maig de 2004    | Palomar              | NEAT                 |
| 223622           | 2004 JX15              | 10 de maig de 2004    | Palomar              | NEAT                 |
| 223623           | 2004 JZ19              | 14 de maig de 2004    | Kitt Peak            | Spacewatch           |
| 223624           | 2004 JQ20              | 13 de maig de 2004    | Socorro              | LINEAR               |
| 223625           | 2004 JM21              | 9 de maig de 2004     | Kitt Peak            | Spacewatch           |
| 223626           | 2004 JT23              | 14 de maig de 2004    | Socorro              | LINEAR               |
| 223627           | 2004 JF29              | 15 de maig de 2004    | Socorro              | LINEAR               |
| 223628           | 2004 JF30              | 15 de maig de 2004    | Socorro              | LINEAR               |
| 223629           | 2004 JH33              | 15 de maig de 2004    | Socorro              | LINEAR               |
| 223630           | 2004 JY33              | 15 de maig de 2004    | Socorro              | LINEAR               |
| 223631           | 2004 JJ54              | 9 de maig de 2004     | Kitt Peak            | Spacewatch           |
| 223632           | 2004 JD56              | 14 de maig de 2004    | Palomar              | NEAT                 |
| 223633 Rosnyaine | 2004 KJ1               | 17 de maig de 2004    | Saint-Sulpice        | B. Christophe        |
| 223634           | 2004 KV4               | 18 de maig de 2004    | Socorro              | LINEAR               |
| 223635           | 2004 KW9               | 19 de maig de 2004    | Socorro              | LINEAR               |
| 223636           | 2004 KZ11              | 21 de maig de 2004    | Kitt Peak            | Spacewatch           |
| 223637           | 2004 KE14              | 22 de maig de 2004    | Catalina             | CSS                  |
| 223638           | 2004 KS15              | 21 de maig de 2004    | Socorro              | LINEAR               |
| 223639           | 2004 KM16              | 27 de maig de 2004    | Nogales              | Tenagra II           |
| 223640           | 2004 LJ6               | 9 de juny de 2004     | Siding Spring        | Siding Spring Survey |
| 223641           | 2004 LA16              | 12 de juny de 2004    | Socorro              | LINEAR               |
| 223642           | 2004 LZ18              | 11 de juny de 2004    | Kitt Peak            | Spacewatch           |
| 223643           | 2004 LX29              | 14 de juny de 2004    | Kitt Peak            | Spacewatch           |
| 223644           | 2004 MG                | 16 de juny de 2004    | Socorro              | LINEAR               |
| 223645           | 2004 ML1               | 17 de juny de 2004    | Palomar              | NEAT                 |
| 223646           | 2004 ME4               | 16 de juny de 2004    | Socorro              | LINEAR               |
| 223647           | 2004 MK7               | 27 de juny de 2004    | Reedy Creek          | J. Broughton         |
| 223648           | 2004 NQ                | 10 de juliol de 2004  | Pla D'Arguines       | Pla D'Arguines       |
| 223649           | 2004 NW8               | 14 de juliol de 2004  | Reedy Creek          | J. Broughton         |
| 223650           | 2004 NF10              | 9 de juliol de 2004   | Socorro              | LINEAR               |
| 223651           | 2004 OZ2               | 16 de juliol de 2004  | Socorro              | LINEAR               |
| 223652           | 2004 OQ14              | 19 de juliol de 2004  | Anderson Mesa        | LONEOS               |
| 223653           | 2004 PF                | 5 d'agost de 2004     | Palomar              | NEAT                 |
| 223654           | 2004 PF13              | 7 d'agost de 2004     | Palomar              | NEAT                 |
| 223655           | 2004 PX16              | 7 d'agost de 2004     | Campo Imperatore     | CINEOS               |
| 223656           | 2004 PZ17              | 8 d'agost de 2004     | Socorro              | LINEAR               |
| 223657           | 2004 PL20              | 3 d'agost de 2004     | Siding Spring        | Siding Spring Survey |
| 223658           | 2004 PX22              | 8 d'agost de 2004     | Socorro              | LINEAR               |
| 223659           | 2004 PM26              | 8 d'agost de 2004     | Bergisch Gladbac     | W. Bickel            |
| 223660           | 2004 PW28              | 6 d'agost de 2004     | Palomar              | NEAT                 |
| 223661           | 2004 PW32              | 8 d'agost de 2004     | Socorro              | LINEAR               |
| 223662           | 2004 PS36              | 9 d'agost de 2004     | Socorro              | LINEAR               |
| 223663           | 2004 PY36              | 9 d'agost de 2004     | Socorro              | LINEAR               |
| 223664           | 2004 PE37              | 9 d'agost de 2004     | Socorro              | LINEAR               |
| 223665           | 2004 PH37              | 9 d'agost de 2004     | Socorro              | LINEAR               |
| 223666           | 2004 PN38              | 9 d'agost de 2004     | Socorro              | LINEAR               |
| 223667           | 2004 PW43              | 6 d'agost de 2004     | Palomar              | NEAT                 |
| 223668           | 2004 PB48              | 8 d'agost de 2004     | Socorro              | LINEAR               |
| 223669           | 2004 PO53              | 8 d'agost de 2004     | Socorro              | LINEAR               |
| 223670           | 2004 PL59              | 9 d'agost de 2004     | Anderson Mesa        | LONEOS               |
| 223671           | 2004 PU59              | 9 d'agost de 2004     | Anderson Mesa        | LONEOS               |
| 223672           | 2004 PZ60              | 9 d'agost de 2004     | Socorro              | LINEAR               |
| 223673           | 2004 PJ70              | 7 d'agost de 2004     | Campo Imperatore     | CINEOS               |
| 223674           | 2004 PW74              | 8 d'agost de 2004     | Anderson Mesa        | LONEOS               |
| 223675           | 2004 PD79              | 9 d'agost de 2004     | Socorro              | LINEAR               |
| 223676           | 2004 PE81              | 10 d'agost de 2004    | Socorro              | LINEAR               |
| 223677           | 2004 PL81              | 10 d'agost de 2004    | Socorro              | LINEAR               |
| 223678           | 2004 PH82              | 10 d'agost de 2004    | Socorro              | LINEAR               |
| 223679           | 2004 PA86              | 11 d'agost de 2004    | Socorro              | LINEAR               |
| 223680           | 2004 PF87              | 11 d'agost de 2004    | Socorro              | LINEAR               |
| 223681           | 2004 PE89              | 9 d'agost de 2004     | Socorro              | LINEAR               |
| 223682           | 2004 PO92              | 12 d'agost de 2004    | Palomar              | NEAT                 |
| 223683           | 2004 PA93              | 11 d'agost de 2004    | Reedy Creek          | J. Broughton         |
| 223684           | 2004 PM93              | 11 d'agost de 2004    | Palomar              | NEAT                 |
| 223685           | 2004 QC1               | 18 d'agost de 2004    | Begues               | J. Manteca           |
| 223686           | 2004 QV1               | 19 d'agost de 2004    | Socorro              | LINEAR               |
| 223687           | 2004 QN11              | 21 d'agost de 2004    | Siding Spring        | Siding Spring Survey |
| 223688           | 2004 QQ17              | 19 d'agost de 2004    | Socorro              | LINEAR               |
| 223689           | 2004 QA26              | 20 d'agost de 2004    | Kitt Peak            | Spacewatch           |
| 223690           | 2004 QD27              | 25 d'agost de 2004    | Kitt Peak            | Spacewatch           |
| 223691           | 2004 QK27              | 22 d'agost de 2004    | Siding Spring        | Siding Spring Survey |
| 223692           | 2004 RK1               | 4 de setembre de 2004 | Palomar              | NEAT                 |
| 223693           | 2004 RG16              | 7 de setembre de 2004 | Kitt Peak            | Spacewatch           |
| 223694           | 2004 RT21              | 7 de setembre de 2004 | Kitt Peak            | Spacewatch           |
| 223695           | 2004 RC24              | 8 de setembre de 2004 | Socorro              | LINEAR               |
| 223696           | 2004 RL26              | 6 de setembre de 2004 | Palomar              | NEAT                 |
| 223697           | 2004 RO28              | 6 de setembre de 2004 | Siding Spring        | Siding Spring Survey |
| 223698           | 2004 RB30              | 7 de setembre de 2004 | Socorro              | LINEAR               |
| 223699           | 2004 RC30              | 7 de setembre de 2004 | Socorro              | LINEAR               |
| 223700           | 2004 RT31              | 7 de setembre de 2004 | Socorro              | LINEAR               |

## 223701-223800
| Nom    | Designació provisional | Data de descobriment   | Lloc de descobriment | Descobridor/s               |
| ------ | ---------------------- | ---------------------- | -------------------- | --------------------------- |
| 223701 | 2004 RR34              | 7 de setembre de 2004  | Socorro              | LINEAR                      |
| 223702 | 2004 RZ34              | 7 de setembre de 2004  | Socorro              | LINEAR                      |
| 223703 | 2004 RM35              | 7 de setembre de 2004  | Socorro              | LINEAR                      |
| 223704 | 2004 RQ39              | 7 de setembre de 2004  | Kitt Peak            | Spacewatch                  |
| 223705 | 2004 RU40              | 7 de setembre de 2004  | Socorro              | LINEAR                      |
| 223706 | 2004 RH46              | 8 de setembre de 2004  | Socorro              | LINEAR                      |
| 223707 | 2004 RF48              | 8 de setembre de 2004  | Socorro              | LINEAR                      |
| 223708 | 2004 RD61              | 8 de setembre de 2004  | Socorro              | LINEAR                      |
| 223709 | 2004 RO61              | 8 de setembre de 2004  | Socorro              | LINEAR                      |
| 223710 | 2004 RX68              | 8 de setembre de 2004  | Socorro              | LINEAR                      |
| 223711 | 2004 RL71              | 8 de setembre de 2004  | Socorro              | LINEAR                      |
| 223712 | 2004 RP79              | 8 de setembre de 2004  | Palomar              | NEAT                        |
| 223713 | 2004 RE81              | 8 de setembre de 2004  | Socorro              | LINEAR                      |
| 223714 | 2004 RL87              | 7 de setembre de 2004  | Kitt Peak            | Spacewatch                  |
| 223715 | 2004 RM90              | 8 de setembre de 2004  | Socorro              | LINEAR                      |
| 223716 | 2004 RB91              | 8 de setembre de 2004  | Socorro              | LINEAR                      |
| 223717 | 2004 RG92              | 8 de setembre de 2004  | Socorro              | LINEAR                      |
| 223718 | 2004 RW94              | 8 de setembre de 2004  | Socorro              | LINEAR                      |
| 223719 | 2004 RW95              | 8 de setembre de 2004  | Socorro              | LINEAR                      |
| 223720 | 2004 RB106             | 8 de setembre de 2004  | Palomar              | NEAT                        |
| 223721 | 2004 RD106             | 8 de setembre de 2004  | Palomar              | NEAT                        |
| 223722 | 2004 RY110             | 11 de setembre de 2004 | Goodricke-Pigott     | R. A. Tucker                |
| 223723 | 2004 RA111             | 8 de setembre de 2004  | Socorro              | LINEAR                      |
| 223724 | 2004 RH114             | 7 de setembre de 2004  | Socorro              | LINEAR                      |
| 223725 | 2004 RJ114             | 7 de setembre de 2004  | Socorro              | LINEAR                      |
| 223726 | 2004 RT114             | 7 de setembre de 2004  | Socorro              | LINEAR                      |
| 223727 | 2004 RX116             | 7 de setembre de 2004  | Socorro              | LINEAR                      |
| 223728 | 2004 RZ116             | 7 de setembre de 2004  | Socorro              | LINEAR                      |
| 223729 | 2004 RK131             | 7 de setembre de 2004  | Kitt Peak            | Spacewatch                  |
| 223730 | 2004 RE139             | 8 de setembre de 2004  | Socorro              | LINEAR                      |
| 223731 | 2004 RM139             | 8 de setembre de 2004  | Socorro              | LINEAR                      |
| 223732 | 2004 RV139             | 8 de setembre de 2004  | Socorro              | LINEAR                      |
| 223733 | 2004 RD141             | 8 de setembre de 2004  | Socorro              | LINEAR                      |
| 223734 | 2004 RK149             | 9 de setembre de 2004  | Socorro              | LINEAR                      |
| 223735 | 2004 RR149             | 9 de setembre de 2004  | Socorro              | LINEAR                      |
| 223736 | 2004 RY149             | 9 de setembre de 2004  | Socorro              | LINEAR                      |
| 223737 | 2004 RR152             | 10 de setembre de 2004 | Socorro              | LINEAR                      |
| 223738 | 2004 RA153             | 10 de setembre de 2004 | Socorro              | LINEAR                      |
| 223739 | 2004 RO156             | 10 de setembre de 2004 | Socorro              | LINEAR                      |
| 223740 | 2004 RU160             | 10 de setembre de 2004 | Kitt Peak            | Spacewatch                  |
| 223741 | 2004 RT161             | 11 de setembre de 2004 | Socorro              | LINEAR                      |
| 223742 | 2004 RS167             | 7 de setembre de 2004  | Palomar              | NEAT                        |
| 223743 | 2004 RT173             | 10 de setembre de 2004 | Socorro              | LINEAR                      |
| 223744 | 2004 RV175             | 10 de setembre de 2004 | Socorro              | LINEAR                      |
| 223745 | 2004 RV179             | 10 de setembre de 2004 | Socorro              | LINEAR                      |
| 223746 | 2004 RO180             | 10 de setembre de 2004 | Socorro              | LINEAR                      |
| 223747 | 2004 RA184             | 10 de setembre de 2004 | Socorro              | LINEAR                      |
| 223748 | 2004 RT188             | 10 de setembre de 2004 | Socorro              | LINEAR                      |
| 223749 | 2004 RO189             | 10 de setembre de 2004 | Socorro              | LINEAR                      |
| 223750 | 2004 RJ194             | 10 de setembre de 2004 | Socorro              | LINEAR                      |
| 223751 | 2004 RR196             | 10 de setembre de 2004 | Socorro              | LINEAR                      |
| 223752 | 2004 RO197             | 10 de setembre de 2004 | Socorro              | LINEAR                      |
| 223753 | 2004 RE206             | 10 de setembre de 2004 | Socorro              | LINEAR                      |
| 223754 | 2004 RR208             | 11 de setembre de 2004 | Socorro              | LINEAR                      |
| 223755 | 2004 RH217             | 11 de setembre de 2004 | Socorro              | LINEAR                      |
| 223756 | 2004 RG223             | 7 de setembre de 2004  | Kitt Peak            | Spacewatch                  |
| 223757 | 2004 RA230             | 9 de setembre de 2004  | Kitt Peak            | Spacewatch                  |
| 223758 | 2004 RC232             | 9 de setembre de 2004  | Kitt Peak            | Spacewatch                  |
| 223759 | 2004 RF233             | 9 de setembre de 2004  | Kitt Peak            | Spacewatch                  |
| 223760 | 2004 RH235             | 10 de setembre de 2004 | Socorro              | LINEAR                      |
| 223761 | 2004 RO240             | 10 de setembre de 2004 | Kitt Peak            | Spacewatch                  |
| 223762 | 2004 RA245             | 10 de setembre de 2004 | Kitt Peak            | Spacewatch                  |
| 223763 | 2004 RW245             | 10 de setembre de 2004 | Kitt Peak            | Spacewatch                  |
| 223764 | 2004 RL255             | 6 de setembre de 2004  | Palomar              | NEAT                        |
| 223765 | 2004 RX256             | 9 de setembre de 2004  | Anderson Mesa        | LONEOS                      |
| 223766 | 2004 RP257             | 9 de setembre de 2004  | Anderson Mesa        | LONEOS                      |
| 223767 | 2004 RW281             | 15 de setembre de 2004 | Kitt Peak            | Spacewatch                  |
| 223768 | 2004 RE290             | 7 de setembre de 2004  | Socorro              | LINEAR                      |
| 223769 | 2004 RF291             | 10 de setembre de 2004 | Kitt Peak            | Spacewatch                  |
| 223770 | 2004 RH300             | 11 de setembre de 2004 | Kitt Peak            | Spacewatch                  |
| 223771 | 2004 RL308             | 13 de setembre de 2004 | Socorro              | LINEAR                      |
| 223772 | 2004 RD322             | 13 de setembre de 2004 | Socorro              | LINEAR                      |
| 223773 | 2004 RB333             | 15 de setembre de 2004 | Anderson Mesa        | LONEOS                      |
| 223774 | 2004 SB11              | 16 de setembre de 2004 | Siding Spring        | Siding Spring Survey        |
| 223775 | 2004 SV11              | 16 de setembre de 2004 | Siding Spring        | Siding Spring Survey        |
| 223776 | 2004 SS14              | 17 de setembre de 2004 | Anderson Mesa        | LONEOS                      |
| 223777 | 2004 SD16              | 17 de setembre de 2004 | Anderson Mesa        | LONEOS                      |
| 223778 | 2004 SK21              | 16 de setembre de 2004 | Kitt Peak            | Spacewatch                  |
| 223779 | 2004 SO23              | 17 de setembre de 2004 | Kitt Peak            | Spacewatch                  |
| 223780 | 2004 SD30              | 17 de setembre de 2004 | Socorro              | LINEAR                      |
| 223781 | 2004 SE32              | 17 de setembre de 2004 | Socorro              | LINEAR                      |
| 223782 | 2004 ST37              | 17 de setembre de 2004 | Kitt Peak            | Spacewatch                  |
| 223783 | 2004 SB42              | 18 de setembre de 2004 | Socorro              | LINEAR                      |
| 223784 | 2004 SC45              | 18 de setembre de 2004 | Socorro              | LINEAR                      |
| 223785 | 2004 SQ46              | 18 de setembre de 2004 | Socorro              | LINEAR                      |
| 223786 | 2004 SQ47              | 18 de setembre de 2004 | Socorro              | LINEAR                      |
| 223787 | 2004 SD48              | 18 de setembre de 2004 | Socorro              | LINEAR                      |
| 223788 | 2004 SK50              | 22 de setembre de 2004 | Socorro              | LINEAR                      |
| 223789 | 2004 SR50              | 22 de setembre de 2004 | Kitt Peak            | Spacewatch                  |
| 223790 | 2004 SZ50              | 22 de setembre de 2004 | Kitt Peak            | Spacewatch                  |
| 223791 | 2004 TS1               | 3 d'octubre de 2004    | Palomar              | NEAT                        |
| 223792 | 2004 TZ5               | 5 d'octubre de 2004    | Kitt Peak            | Spacewatch                  |
| 223793 | 2004 TV7               | 5 d'octubre de 2004    | Charleston           | Charleston                  |
| 223794 | 2004 TN10              | 5 d'octubre de 2004    | Sonoita              | Cooney Jr., W. R., J. Gross |
| 223795 | 2004 TY15              | 8 d'octubre de 2004    | Anderson Mesa        | LONEOS                      |
| 223796 | 2004 TY18              | 10 d'octubre de 2004   | Socorro              | LINEAR                      |
| 223797 | 2004 TM19              | 8 d'octubre de 2004    | Goodricke-Pigott     | R. A. Tucker                |
| 223798 | 2004 TK27              | 4 d'octubre de 2004    | Kitt Peak            | Spacewatch                  |
| 223799 | 2004 TN35              | 4 d'octubre de 2004    | Kitt Peak            | Spacewatch                  |
| 223800 | 2004 TQ36              | 4 d'octubre de 2004    | Kitt Peak            | Spacewatch                  |

## 223801-223900
| Nom           | Designació provisional | Data de descobriment  | Lloc de descobriment | Descobridor/s       |
| ------------- | ---------------------- | --------------------- | -------------------- | ------------------- |
| 223801        | 2004 TR38              | 4 d'octubre de 2004   | Kitt Peak            | Spacewatch          |
| 223802        | 2004 TW38              | 4 d'octubre de 2004   | Kitt Peak            | Spacewatch          |
| 223803        | 2004 TM40              | 4 d'octubre de 2004   | Kitt Peak            | Spacewatch          |
| 223804        | 2004 TA43              | 4 d'octubre de 2004   | Kitt Peak            | Spacewatch          |
| 223805        | 2004 TL48              | 4 d'octubre de 2004   | Kitt Peak            | Spacewatch          |
| 223806        | 2004 TA53              | 4 d'octubre de 2004   | Kitt Peak            | Spacewatch          |
| 223807        | 2004 TR53              | 4 d'octubre de 2004   | Kitt Peak            | Spacewatch          |
| 223808        | 2004 TF56              | 5 d'octubre de 2004   | Anderson Mesa        | LONEOS              |
| 223809        | 2004 TC61              | 5 d'octubre de 2004   | Anderson Mesa        | LONEOS              |
| 223810        | 2004 TM65              | 5 d'octubre de 2004   | Palomar              | NEAT                |
| 223811        | 2004 TL72              | 6 d'octubre de 2004   | Kitt Peak            | Spacewatch          |
| 223812        | 2004 TN75              | 6 d'octubre de 2004   | Kitt Peak            | Spacewatch          |
| 223813        | 2004 TF86              | 5 d'octubre de 2004   | Kitt Peak            | Spacewatch          |
| 223814        | 2004 TR93              | 5 d'octubre de 2004   | Kitt Peak            | Spacewatch          |
| 223815        | 2004 TU94              | 5 d'octubre de 2004   | Kitt Peak            | Spacewatch          |
| 223816        | 2004 TQ97              | 5 d'octubre de 2004   | Kitt Peak            | Spacewatch          |
| 223817        | 2004 TP99              | 5 d'octubre de 2004   | Kitt Peak            | Spacewatch          |
| 223818        | 2004 TA103             | 6 d'octubre de 2004   | Palomar              | NEAT                |
| 223819        | 2004 TD106             | 7 d'octubre de 2004   | Socorro              | LINEAR              |
| 223820        | 2004 TG106             | 7 d'octubre de 2004   | Socorro              | LINEAR              |
| 223821        | 2004 TX107             | 7 d'octubre de 2004   | Socorro              | LINEAR              |
| 223822        | 2004 TJ110             | 7 d'octubre de 2004   | Anderson Mesa        | LONEOS              |
| 223823        | 2004 TP111             | 7 d'octubre de 2004   | Kitt Peak            | Spacewatch          |
| 223824        | 2004 TA114             | 7 d'octubre de 2004   | Palomar              | NEAT                |
| 223825        | 2004 TY115             | 15 d'octubre de 2004  | Goodricke-Pigott     | Goodricke-Pigott    |
| 223826        | 2004 TS121             | 7 d'octubre de 2004   | Anderson Mesa        | LONEOS              |
| 223827        | 2004 TC122             | 7 d'octubre de 2004   | Anderson Mesa        | LONEOS              |
| 223828        | 2004 TJ122             | 7 d'octubre de 2004   | Anderson Mesa        | LONEOS              |
| 223829        | 2004 TR125             | 7 d'octubre de 2004   | Socorro              | LINEAR              |
| 223830        | 2004 TW125             | 7 d'octubre de 2004   | Socorro              | LINEAR              |
| 223831        | 2004 TG129             | 7 d'octubre de 2004   | Socorro              | LINEAR              |
| 223832        | 2004 TA136             | 8 d'octubre de 2004   | Anderson Mesa        | LONEOS              |
| 223833        | 2004 TP136             | 8 d'octubre de 2004   | Anderson Mesa        | LONEOS              |
| 223834        | 2004 TA141             | 4 d'octubre de 2004   | Kitt Peak            | Spacewatch          |
| 223835        | 2004 TP143             | 4 d'octubre de 2004   | Kitt Peak            | Spacewatch          |
| 223836        | 2004 TS143             | 4 d'octubre de 2004   | Kitt Peak            | Spacewatch          |
| 223837        | 2004 TO144             | 4 d'octubre de 2004   | Kitt Peak            | Spacewatch          |
| 223838        | 2004 TV144             | 4 d'octubre de 2004   | Kitt Peak            | Spacewatch          |
| 223839        | 2004 TC152             | 6 d'octubre de 2004   | Kitt Peak            | Spacewatch          |
| 223840        | 2004 TY155             | 6 d'octubre de 2004   | Kitt Peak            | Spacewatch          |
| 223841        | 2004 TO162             | 6 d'octubre de 2004   | Kitt Peak            | Spacewatch          |
| 223842        | 2004 TR168             | 7 d'octubre de 2004   | Socorro              | LINEAR              |
| 223843        | 2004 TA173             | 8 d'octubre de 2004   | Socorro              | LINEAR              |
| 223844        | 2004 TH173             | 8 d'octubre de 2004   | Socorro              | LINEAR              |
| 223845        | 2004 TL174             | 9 d'octubre de 2004   | Socorro              | LINEAR              |
| 223846        | 2004 TW190             | 7 d'octubre de 2004   | Kitt Peak            | Spacewatch          |
| 223847        | 2004 TM191             | 7 d'octubre de 2004   | Kitt Peak            | Spacewatch          |
| 223848        | 2004 TA199             | 7 d'octubre de 2004   | Kitt Peak            | Spacewatch          |
| 223849        | 2004 TT202             | 7 d'octubre de 2004   | Kitt Peak            | Spacewatch          |
| 223850        | 2004 TN203             | 7 d'octubre de 2004   | Kitt Peak            | Spacewatch          |
| 223851        | 2004 TO203             | 7 d'octubre de 2004   | Kitt Peak            | Spacewatch          |
| 223852        | 2004 TH211             | 8 d'octubre de 2004   | Kitt Peak            | Spacewatch          |
| 223853        | 2004 TW219             | 5 d'octubre de 2004   | Kitt Peak            | Spacewatch          |
| 223854        | 2004 TL239             | 9 d'octubre de 2004   | Kitt Peak            | Spacewatch          |
| 223855        | 2004 TR241             | 10 d'octubre de 2004  | Palomar              | NEAT                |
| 223856        | 2004 TS241             | 10 d'octubre de 2004  | Socorro              | LINEAR              |
| 223857        | 2004 TE242             | 15 d'octubre de 2004  | Mount Lemmon         | Mt. Lemmon Survey   |
| 223858        | 2004 TK273             | 9 d'octubre de 2004   | Kitt Peak            | Spacewatch          |
| 223859        | 2004 TJ275             | 9 d'octubre de 2004   | Kitt Peak            | Spacewatch          |
| 223860        | 2004 TP278             | 9 d'octubre de 2004   | Kitt Peak            | Spacewatch          |
| 223861        | 2004 TU283             | 8 d'octubre de 2004   | Kitt Peak            | Spacewatch          |
| 223862        | 2004 TS285             | 8 d'octubre de 2004   | Socorro              | LINEAR              |
| 223863        | 2004 TU295             | 10 d'octubre de 2004  | Kitt Peak            | Spacewatch          |
| 223864        | 2004 TH296             | 10 d'octubre de 2004  | Kitt Peak            | Spacewatch          |
| 223865        | 2004 TE308             | 10 d'octubre de 2004  | Socorro              | LINEAR              |
| 223866        | 2004 TU308             | 10 d'octubre de 2004  | Socorro              | LINEAR              |
| 223867        | 2004 TQ322             | 11 d'octubre de 2004  | Kitt Peak            | Spacewatch          |
| 223868        | 2004 TQ327             | 3 d'octubre de 2004   | Palomar              | NEAT                |
| 223869        | 2004 TJ336             | 10 d'octubre de 2004  | Kitt Peak            | Spacewatch          |
| 223870        | 2004 TX336             | 11 d'octubre de 2004  | Kitt Peak            | Spacewatch          |
| 223871        | 2004 TK343             | 14 d'octubre de 2004  | Socorro              | LINEAR              |
| 223872        | 2004 TX344             | 15 d'octubre de 2004  | Kitt Peak            | Spacewatch          |
| 223873        | 2004 TU345             | 14 d'octubre de 2004  | Palomar              | NEAT                |
| 223874        | 2004 TG359             | 7 d'octubre de 2004   | Kitt Peak            | Spacewatch          |
| 223875        | 2004 TH366             | 9 d'octubre de 2004   | Kitt Peak            | Spacewatch          |
| 223876        | 2004 TT366             | 9 d'octubre de 2004   | Kitt Peak            | Spacewatch          |
| 223877 Kutler | 2004 TO\|367}          | 15 d'octubre de 2004  | Mount Lemmon         | Mount Lemmon Survey |
| 223878        | 2004 UC2               | 18 d'octubre de 2004  | Socorro              | LINEAR              |
| 223879        | 2004 UL5               | 18 d'octubre de 2004  | Kitt Peak            | M. W. Buie          |
| 223880        | 2004 UK8               | 21 d'octubre de 2004  | Socorro              | LINEAR              |
| 223881        | 2004 UB9               | 23 d'octubre de 2004  | Kitt Peak            | Spacewatch          |
| 223882        | 2004 UH10              | 21 d'octubre de 2004  | Socorro              | LINEAR              |
| 223883        | 2004 VC1               | 2 de novembre de 2004 | Goodricke-Pigott     | R. A. Tucker        |
| 223884        | 2004 VT4               | 3 de novembre de 2004 | Anderson Mesa        | LONEOS              |
| 223885        | 2004 VL6               | 3 de novembre de 2004 | Kitt Peak            | Spacewatch          |
| 223886        | 2004 VO9               | 3 de novembre de 2004 | Anderson Mesa        | LONEOS              |
| 223887        | 2004 VY9               | 3 de novembre de 2004 | Anderson Mesa        | LONEOS              |
| 223888        | 2004 VA14              | 4 de novembre de 2004 | Kitt Peak            | Spacewatch          |
| 223889        | 2004 VS14              | 4 de novembre de 2004 | Catalina             | CSS                 |
| 223890        | 2004 VN16              | 4 de novembre de 2004 | Catalina             | CSS                 |
| 223891        | 2004 VN20              | 4 de novembre de 2004 | Catalina             | CSS                 |
| 223892        | 2004 VF22              | 4 de novembre de 2004 | Catalina             | CSS                 |
| 223893        | 2004 VB23              | 5 de novembre de 2004 | Campo Imperatore     | CINEOS              |
| 223894        | 2004 VJ23              | 5 de novembre de 2004 | Palomar              | NEAT                |
| 223895        | 2004 VZ24              | 4 de novembre de 2004 | Anderson Mesa        | LONEOS              |
| 223896        | 2004 VH26              | 4 de novembre de 2004 | Catalina             | CSS                 |
| 223897        | 2004 VL27              | 5 de novembre de 2004 | Kitt Peak            | Spacewatch          |
| 223898        | 2004 VX27              | 5 de novembre de 2004 | Palomar              | NEAT                |
| 223899        | 2004 VO28              | 7 de novembre de 2004 | Socorro              | LINEAR              |
| 223900        | 2004 VB32              | 3 de novembre de 2004 | Kitt Peak            | Spacewatch          |

## 223901-224000
| Nom                | Designació provisional | Data de descobriment   | Lloc de descobriment | Descobridor/s        |
| ------------------ | ---------------------- | ---------------------- | -------------------- | -------------------- |
| 223901             | 2004 VM35              | 3 de novembre de 2004  | Kitt Peak            | Spacewatch           |
| 223902             | 2004 VX35              | 4 de novembre de 2004  | Kitt Peak            | Spacewatch           |
| 223903             | 2004 VU44              | 4 de novembre de 2004  | Kitt Peak            | Spacewatch           |
| 223904             | 2004 VK56              | 4 de novembre de 2004  | Kitt Peak            | Spacewatch           |
| 223905             | 2004 VH58              | 9 de novembre de 2004  | Catalina             | CSS                  |
| 223906             | 2004 VJ60              | 9 de novembre de 2004  | Catalina             | CSS                  |
| 223907             | 2004 VO60              | 10 de novembre de 2004 | Wrightwood           | J. W. Young          |
| 223908             | 2004 VQ60              | 10 de novembre de 2004 | Wrightwood           | J. W. Young          |
| 223909             | 2004 VJ64              | 10 de novembre de 2004 | Goodricke-Pigott     | Goodricke-Pigott     |
| 223910             | 2004 VN64              | 6 de novembre de 2004  | Palomar              | NEAT                 |
| 223911             | 2004 VR65              | 14 de novembre de 2004 | Cordell-Lorenz       | D. T. Durig          |
| 223912             | 2004 VF67              | 9 de novembre de 2004  | Kitt Peak            | M. W. Buie           |
| 223913             | 2004 VC73              | 5 de novembre de 2004  | Anderson Mesa        | LONEOS               |
| 223914             | 2004 VH82              | 7 de novembre de 2004  | Socorro              | LINEAR               |
| 223915             | 2004 VU90              | 3 de novembre de 2004  | Kitt Peak            | Spacewatch           |
| 223916             | 2004 VA91              | 3 de novembre de 2004  | Kitt Peak            | Spacewatch           |
| 223917             | 2004 VT91              | 3 de novembre de 2004  | Catalina             | CSS                  |
| 223918             | 2004 VU91              | 3 de novembre de 2004  | Palomar              | NEAT                 |
| 223919             | 2004 VE94              | 10 de novembre de 2004 | Kitt Peak            | Spacewatch           |
| 223920             | 2004 VB111             | 9 de novembre de 2004  | Mauna Kea            | C. Veillet           |
| 223921             | 2004 WJ                | 17 de novembre de 2004 | Siding Spring        | Siding Spring Survey |
| 223922             | 2004 WA3               | 17 de novembre de 2004 | Siding Spring        | Siding Spring Survey |
| 223923             | 2004 WL3               | 17 de novembre de 2004 | Campo Imperatore     | CINEOS               |
| 223924             | 2004 WR4               | 18 de novembre de 2004 | Campo Imperatore     | CINEOS               |
| 223925             | 2004 WS4               | 18 de novembre de 2004 | Campo Imperatore     | CINEOS               |
| 223926             | 2004 WL6               | 19 de novembre de 2004 | Socorro              | LINEAR               |
| 223927             | 2004 WP8               | 19 de novembre de 2004 | Catalina             | CSS                  |
| 223928             | 2004 WM10              | 19 de novembre de 2004 | Socorro              | LINEAR               |
| 223929             | 2004 WP10              | 19 de novembre de 2004 | Socorro              | LINEAR               |
| 223930             | 2004 XM1               | 1 de desembre de 2004  | Catalina             | CSS                  |
| 223931             | 2004 XH2               | 1 de desembre de 2004  | Palomar              | NEAT                 |
| 223932             | 2004 XD5               | 2 de desembre de 2004  | Catalina             | CSS                  |
| 223933             | 2004 XJ5               | 2 de desembre de 2004  | Palomar              | NEAT                 |
| 223934             | 2004 XL5               | 2 de desembre de 2004  | Palomar              | NEAT                 |
| 223935             | 2004 XV6               | 2 de desembre de 2004  | Socorro              | LINEAR               |
| 223936             | 2004 XT7               | 2 de desembre de 2004  | Palomar              | NEAT                 |
| 223937             | 2004 XM10              | 2 de desembre de 2004  | Palomar              | NEAT                 |
| 223938             | 2004 XV13              | 9 de desembre de 2004  | Socorro              | LINEAR               |
| 223939             | 2004 XG18              | 8 de desembre de 2004  | Socorro              | LINEAR               |
| 223940             | 2004 XX21              | 8 de desembre de 2004  | Socorro              | LINEAR               |
| 223941             | 2004 XJ24              | 9 de desembre de 2004  | Catalina             | CSS                  |
| 223942             | 2004 XG26              | 9 de desembre de 2004  | Kitt Peak            | Spacewatch           |
| 223943             | 2004 XW26              | 10 de desembre de 2004 | Socorro              | LINEAR               |
| 223944             | 2004 XE27              | 10 de desembre de 2004 | Kitt Peak            | Spacewatch           |
| 223945             | 2004 XQ31              | 9 de desembre de 2004  | Catalina             | CSS                  |
| 223946             | 2004 XX33              | 11 de desembre de 2004 | Campo Imperatore     | CINEOS               |
| 223947             | 2004 XB34              | 11 de desembre de 2004 | Campo Imperatore     | CINEOS               |
| 223948             | 2004 XC34              | 11 de desembre de 2004 | Campo Imperatore     | CINEOS               |
| 223949             | 2004 XG34              | 11 de desembre de 2004 | Socorro              | LINEAR               |
| 223950 Mississauga | 2004 XY35              | 9 de desembre de 2004  | Vail-Jarnac          | Jarnac               |
| 223951             | 2004 XG38              | 7 de desembre de 2004  | Socorro              | LINEAR               |
| 223952             | 2004 XC49              | 11 de desembre de 2004 | Socorro              | LINEAR               |
| 223953             | 2004 XC52              | 12 de desembre de 2004 | Campo Imperatore     | CINEOS               |
| 223954             | 2004 XK71              | 12 de desembre de 2004 | Kitt Peak            | Spacewatch           |
| 223955             | 2004 XL73              | 10 de desembre de 2004 | Socorro              | LINEAR               |
| 223956             | 2004 XC74              | 8 de desembre de 2004  | Socorro              | LINEAR               |
| 223957             | 2004 XO74              | 8 de desembre de 2004  | Socorro              | LINEAR               |
| 223958             | 2004 XV76              | 10 de desembre de 2004 | Socorro              | LINEAR               |
| 223959             | 2004 XE77              | 10 de desembre de 2004 | Socorro              | LINEAR               |
| 223960             | 2004 XO79              | 10 de desembre de 2004 | Socorro              | LINEAR               |
| 223961             | 2004 XG82              | 11 de desembre de 2004 | Kitt Peak            | Spacewatch           |
| 223962             | 2004 XN83              | 11 de desembre de 2004 | Kitt Peak            | Spacewatch           |
| 223963             | 2004 XD87              | 9 de desembre de 2004  | Catalina             | CSS                  |
| 223964             | 2004 XH93              | 11 de desembre de 2004 | Kitt Peak            | Spacewatch           |
| 223965             | 2004 XY102             | 14 de desembre de 2004 | Anderson Mesa        | LONEOS               |
| 223966             | 2004 XR108             | 11 de desembre de 2004 | Socorro              | LINEAR               |
| 223967             | 2004 XF110             | 14 de desembre de 2004 | Socorro              | LINEAR               |
| 223968             | 2004 XQ122             | 9 de desembre de 2004  | Kitt Peak            | Spacewatch           |
| 223969             | 2004 XS125             | 11 de desembre de 2004 | Catalina             | CSS                  |
| 223970             | 2004 XR127             | 14 de desembre de 2004 | Socorro              | LINEAR               |
| 223971             | 2004 XB129             | 14 de desembre de 2004 | Anderson Mesa        | LONEOS               |
| 223972             | 2004 XF142             | 2 de desembre de 2004  | Kitt Peak            | Spacewatch           |
| 223973             | 2004 XN165             | 2 de desembre de 2004  | Palomar              | NEAT                 |
| 223974             | 2004 XF174             | 10 de desembre de 2004 | Kitt Peak            | Spacewatch           |
| 223975             | 2004 XL179             | 14 de desembre de 2004 | Kitt Peak            | Spacewatch           |
| 223976             | 2004 XS181             | 15 de desembre de 2004 | Catalina             | CSS                  |
| 223977             | 2004 YP3               | 16 de desembre de 2004 | Anderson Mesa        | LONEOS               |
| 223978             | 2004 YA10              | 18 de desembre de 2004 | Mount Lemmon         | Mt. Lemmon Survey    |
| 223979             | 2004 YR14              | 18 de desembre de 2004 | Mount Lemmon         | Mt. Lemmon Survey    |
| 223980             | 2004 YM25              | 18 de desembre de 2004 | Socorro              | LINEAR               |
| 223981             | 2004 YM32              | 22 de desembre de 2004 | Catalina             | CSS                  |
| 223982             | 2005 AC1               | 1 de gener de 2005     | Catalina             | CSS                  |
| 223983             | 2005 AV15              | 6 de gener de 2005     | Socorro              | LINEAR               |
| 223984             | 2005 AE17              | 6 de gener de 2005     | Socorro              | LINEAR               |
| 223985             | 2005 AO34              | 13 de gener de 2005    | Socorro              | LINEAR               |
| 223986             | 2005 AZ39              | 15 de gener de 2005    | Catalina             | CSS                  |
| 223987             | 2005 BE1               | 16 de gener de 2005    | Socorro              | LINEAR               |
| 223988             | 2005 BX1               | 16 de gener de 2005    | Junk Bond            | Junk Bond            |
| 223989             | 2005 BS29              | 31 de gener de 2005    | Socorro              | LINEAR               |
| 223990             | 2005 CH24              | 3 de febrer de 2005    | Socorro              | LINEAR               |
| 223991             | 2005 CT48              | 2 de febrer de 2005    | Catalina             | CSS                  |
| 223992             | 2005 EO31              | 2 de març de 2005      | Catalina             | CSS                  |
| 223993             | 2005 EC70              | 8 de març de 2005      | Socorro              | LINEAR               |
| 223994             | 2005 EA89              | 8 de març de 2005      | Kitt Peak            | Spacewatch           |
| 223995             | 2005 EM140             | 10 de març de 2005     | Anderson Mesa        | LONEOS               |
| 223996             | 2005 ER224             | 8 de març de 2005      | Catalina             | CSS                  |
| 223997             | 2005 EQ265             | 13 de març de 2005     | Catalina             | CSS                  |
| 223998             | 2005 EN324             | 11 de març de 2005     | Mount Lemmon         | Mt. Lemmon Survey    |
| 223999             | 2005 FS5               | 31 de març de 2005     | Goodricke-Pigott     | V. Reddy             |
| 224000             | 2005 GX8               | 1 d'abril de 2005      | Anderson Mesa        | LONEOS               |